# Vyborg
Viipuri, Viborg
Ne doit pas être confondu avec la ville de Viborg au Danemark
Ne doit pas être confondu avec le district de Vyborg à Saint-Pétersbourg
Vyborg (en russe : Выборг ; en finnois : Viipuri ; en suédois : Viborg) est une commune et ville russe, chef-lieu administratif du raïon de Vyborg dans l'oblast de Léningrad. Sa population s'élevait à 71 772 habitants en 2023.
La ville hanséatique est à la frontière entre les mondes slavo-russe et finno-scandinaves. La région était habitée par des Caréliens qui seront progressivement dominés par la République de Novgorod et la Suède. L'histoire de Vyborg liée à celle du fief de Viipuri et de son château de Vyborg bâti en 1293 par le maréchal suédois Torkel Knutsson pendant la troisième croisade de Finlande, une période cruciale des conflits entre la Suède et la République de Novgorod sur la dominance de la Finlande. Après le traité de Nystad en 1721, la Suède perd la forteresse au profit de la Russie.
Vyborg devient le chef-lieu du gouvernement de Vyborg sous l'Empire russe jusqu'en 1812, puis celui de la province de Viipuri dans le grand-duché de Finlande jusqu'à l'indépendance en 1917 et au début de la Seconde Guerre mondiale, elle est alors la deuxième ville de Finlande par le nombre d'habitants. Son annexion par l'Union soviétique a été ratifiée lors du traité de paix de Moscou de 1940 qui mettait fin à la guerre d'Hiver, qui opposa les deux pays pendant l'hiver 1939-1940. La ville est brièvement reprise par la Finlande pendant la guerre de Continuation, avant d'être définitivement rattachée à l'Union soviétique en 1944.

## Géographie

### Situation
Vyborg est situé dans l'oblast de Leningrad, un oblast russe situé à côté de la Finlande et qui entoure Saint-Pétersbourg. La ville fait ainsi partie du district fédéral du Nord-Ouest, se situant à 132 km au nord-ouest de Saint-Pétersbourg, la capitale du district. La capitale Moscou est à 750 km au sud-est tandis que Gatchina, la capitale de son sujet, est à 150 km au sud-est. Enfin, Vyborg est à environ 30 km à l'est de la frontière avec la Finlande. Le territoire de la ville est de 160,5 km2.
Vyborg, comme tout l'oblast de Leningrad, est située dans le fuseau horaire MSK (heure de Moscou). Le décalage horaire appliqué par rapport au temps universel coordonné est +03:00.

#### Localités limitrophes
Les frontières avec les autres municipalités sont:
- au nord : avec l'établissement urbain de Kamennogorsk ;
- à l'est : avec l'établissement rural de Gontcharovo ;
- au sud : avec l'établissement de Sovetski ;
- à l'ouest : avec l'établissement rural de Selezniovo.

Les localités limitrophes de Vyborg sont les suivantes:
| Selezniovo         |                              | Krasny Kholm, Paltsevo                  |
| Novinka, Otradnoïe | Vyborg                       | Oulybino, Gontcharovo, Perovo, Svetloïe |
| Podberezié         | Baie de Vyborg, Sokolinskoïe | Tcherkassovo, Sverdlovo                 |

### Hydrographie
En tout, un tiers du territoire est composé d'espaces aquatiques. Du sud-ouest, la ville est baignée par les eaux de la baie de Vyborg et du nord-est par la baie Zachtchitnaïa, qui sont reliées les deux par des détroits, dont le détroit du château. La baie de Vyborg est une baie de type fjärd, assez grande, d'une superficie de 335 km2, qui dépend du golfe de Finlande.
Le vieux-quartier n'occupe réellement qu'une infime partie de la superficie de Vyborg, étalée à la fois sur des îles et presqu'îles entourées par les nombreux bras de mer du golfe, et d'autre part sur les contreforts des collines boisées environnantes,. Les rivages de la baie de Vyborg sont découpés par de nombreux écueils, des petites îles rocheuses. Les îles les plus importantes de la ville sont l'île du Château, l'île Tverdych où se trouve le parc de Monrepos et l'île de la Garde.

Jusqu'au Moyen Âge, le détroit du château de Vyborg était hautement important. En effet, à cette époque, la Vuoksi se jetait avec sa branche occidentale dans le golfe de Finlande, et avec sa branche orientale dans le lac Nevo (ancien nom du Ladoga), ce qui permettait d'avoir une connexion entre la mer Baltique et le Ladoga. La route commerciale des Varègues aux Grecs passait autre fois par ce système hydrologique de la Vuoksi.

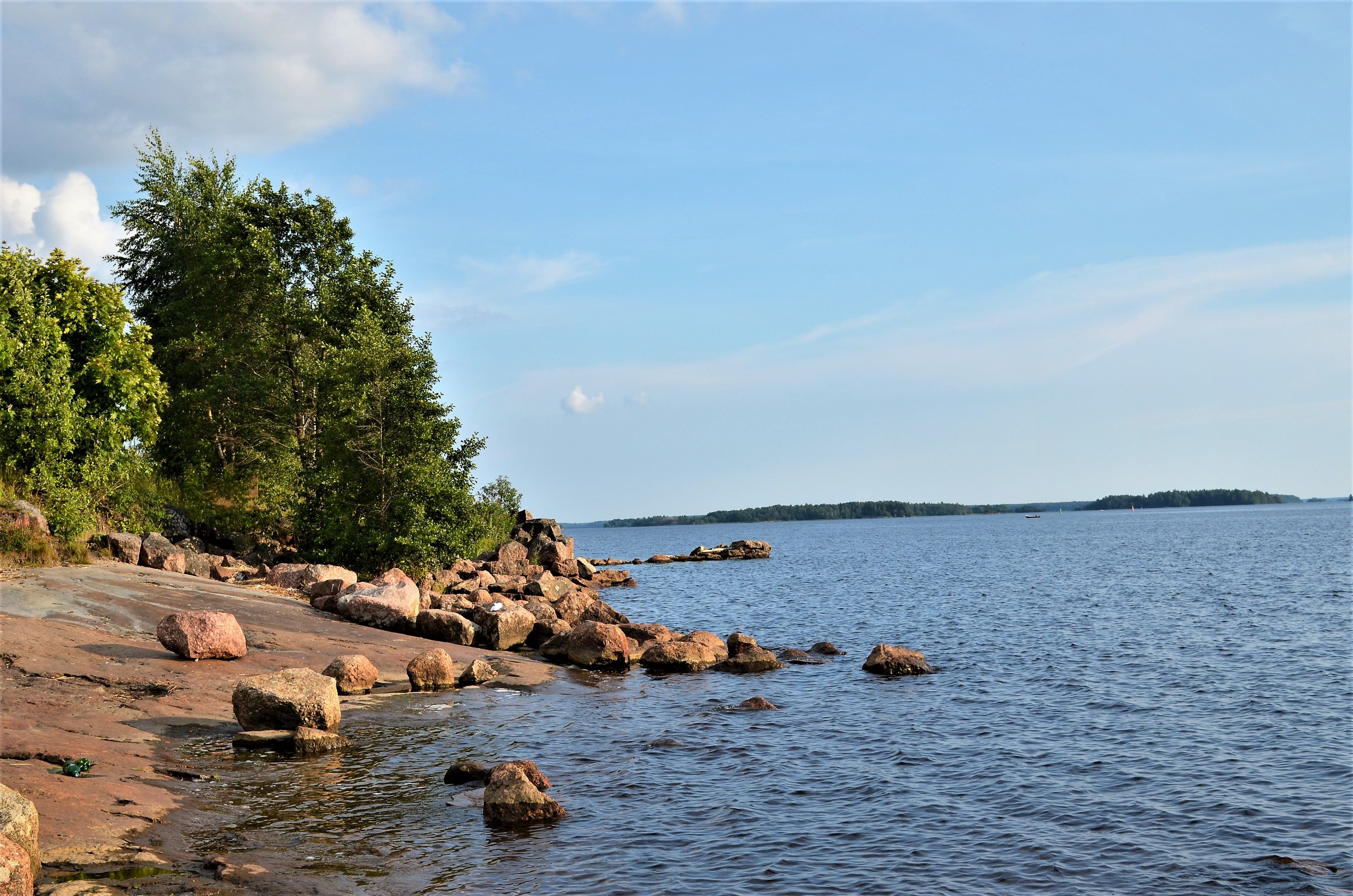
Rivage de l'île de la Garde.
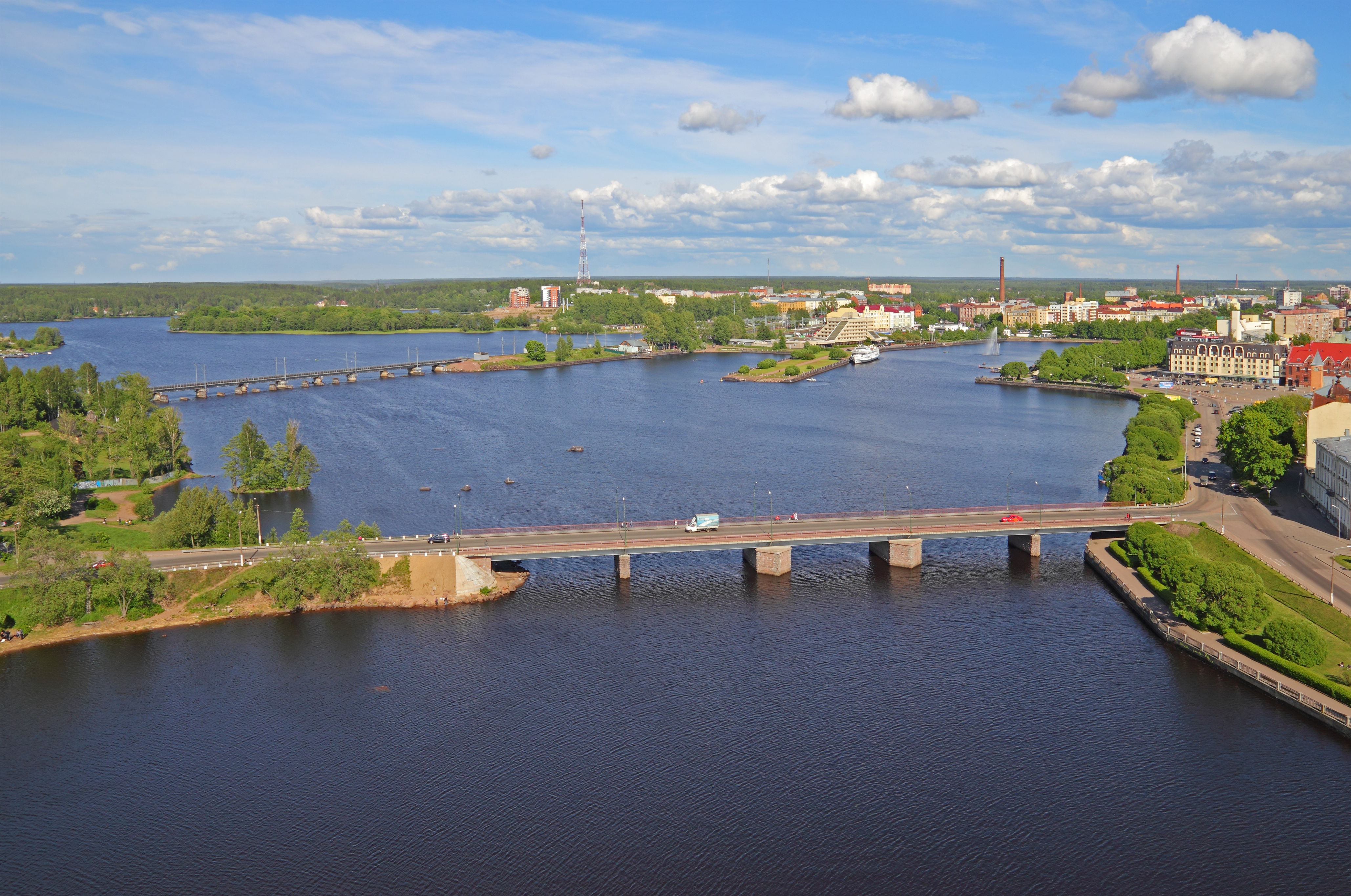
Le détroit du château vue de la tour Saint-Olaf.
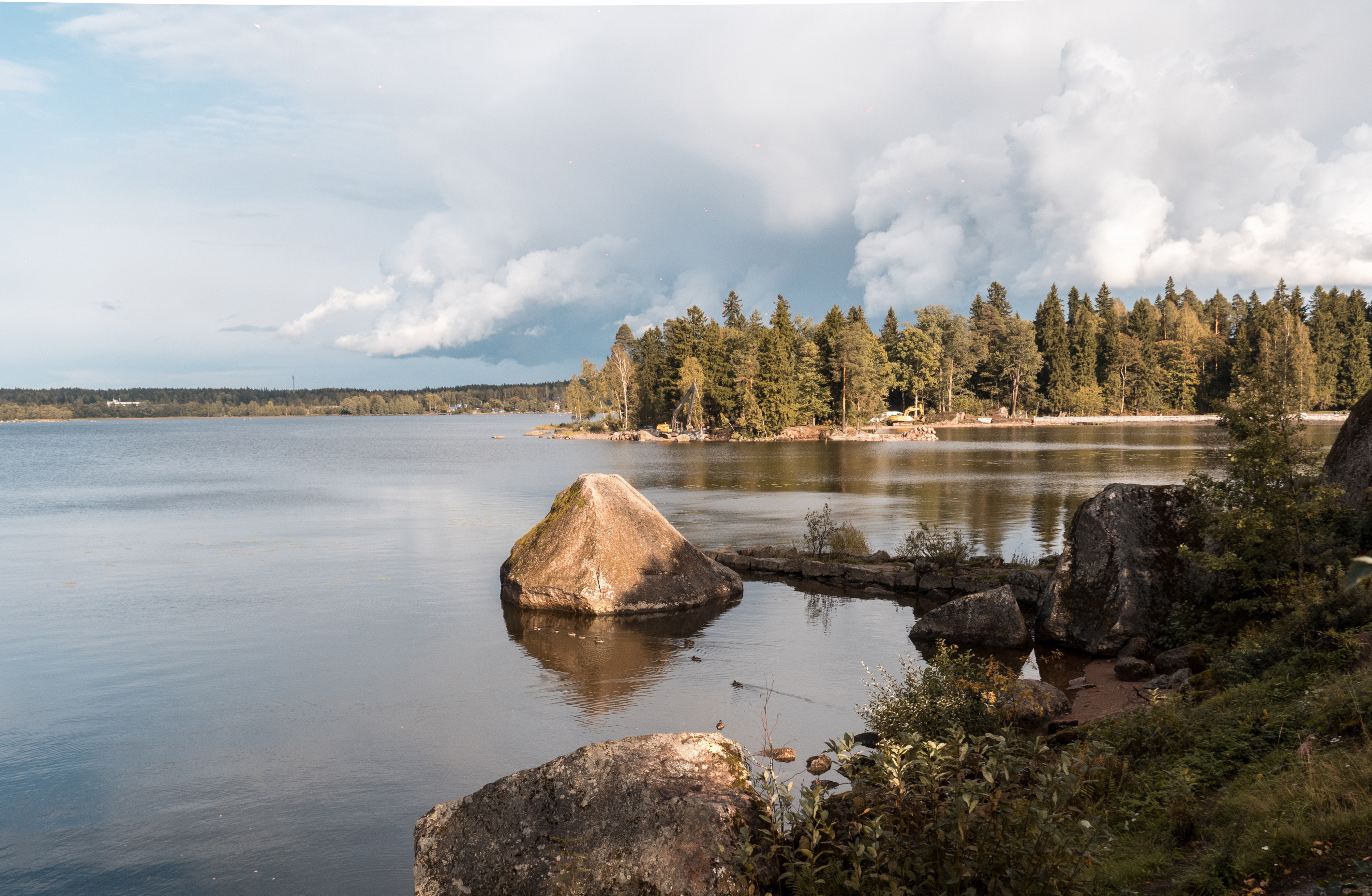
Baie Zachtchitnaïa .

### Relief et sols
La ville se situe au nord-ouest de l'isthme de Carélie, sur les rives du golfe de Finlande. La partie principale de la ville se situe sur une péninsule, avec des baies profondes de chaque côté, le reste étant principalement plusieurs petites îles. Le relief de la ville est accidenté, bien que restant faible en altitude, et le point culminant se trouve au mont Batareïnaïa, qui culmine à 33 m d'altitude. Plus généralement, la région de la ville a des altitudes très faibles,.
Le territoire de la ville se situe sur le bouclier baltique, composées de roches de l'Archéen et du Protérozoïque. La géologie du sol de Vyborg est assez uniforme, étant composée de roches plutoniques, caractéristiques des roches du bouclier baltique. En effet, les sols de la ville et de ses environs sont composés de gneiss et de granites.
Les sols de Vyborg sont divers et variés. D'après l'Atlas de l'oblast de l'Université Herzen et de la Société géographique russe, au nord-ouest se trouvent des sols de tourbe et de gley oxydés ; sur l'île Tverdych des podzosols ferrugineux et au nord de la baie Zachtchitnaïa des podburs ferrugineux et des horizons éluviaux. De plus, les sols sont des podzosols ferrugineux et des horizons éluviaux au nord-est de la baie Zachtchitnaïa, pour le cap de Vyborg et une partie du sud-est de la ville ce sont des sols à gley, et pour l'est de la ville et une partie du sud-est des sols de podzosols.
La seule plage de la ville est située au cap Smolianovy.

### Climat

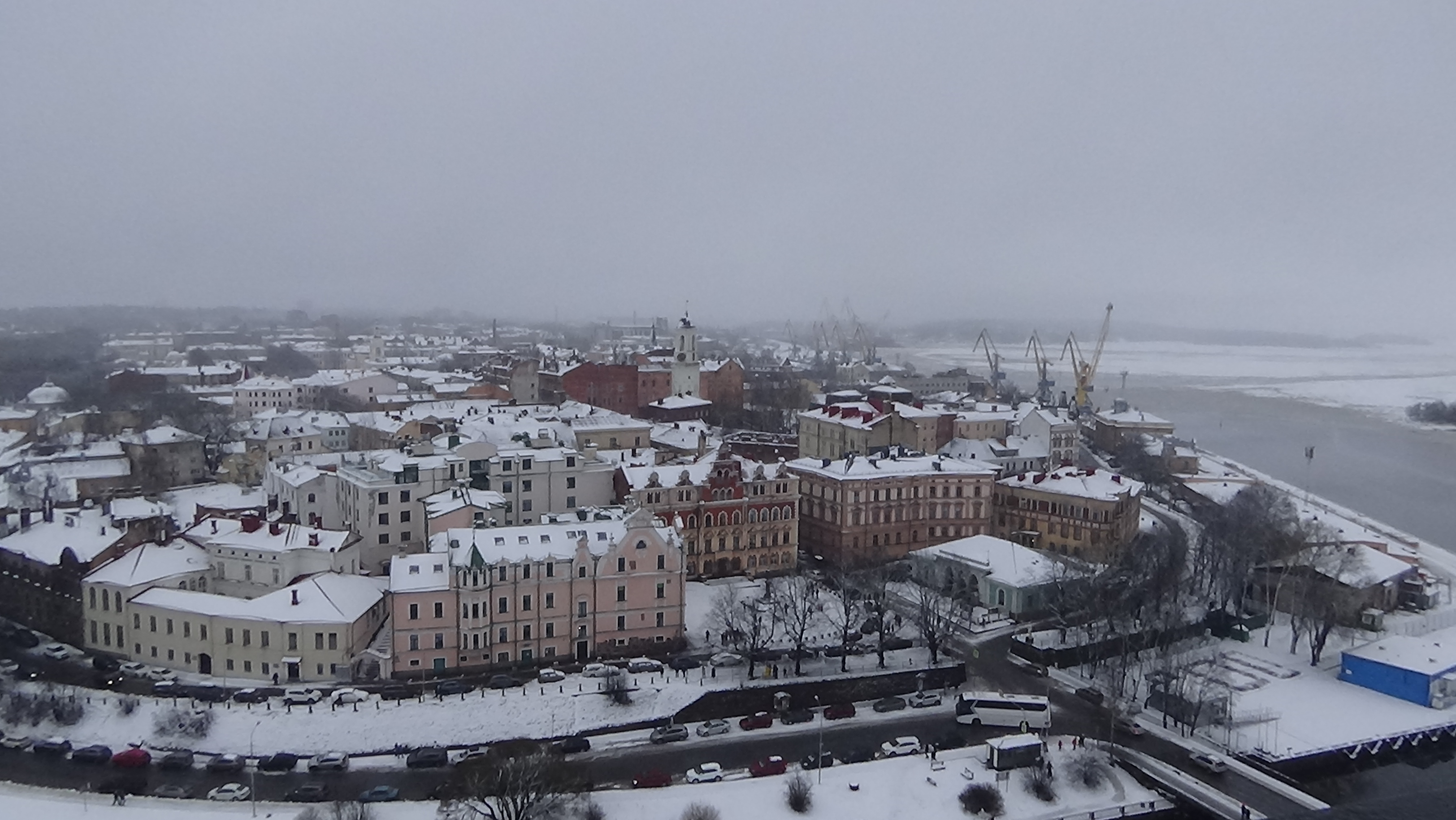
Enneigement à Vyborg en janvier 2021.

Le climat de la ville est maritime avec une transition vers continental. Il est classé de type Dfb selon la classification de Köppen. Les hivers sont moyennement doux, les étés sont moyennement chauds, ce qui pour une telle latitude géographique s'explique par l'influence du Gulf Stream venant de l'Atlantique. Dans le même temps, la température maximale enregistrée à Vyborg est de +34,6 °C et la température minimale est de −36,8 °C. La durée moyenne des périodes de gel est de 7 jours dans la région, avec des temps glaciaux longs extrêmement rares. La baie gèle entre fin décembre et début janvier, et les glaces ont complètement fondu à la fin mars.
Le vent souffle principalement vers le sud-ouest, l'ouest et le sud en automne et en hiver, tandis que les vents vers le nord-est sont importants en été. Le printemps est lui assez calme, avec peu de vents. Généralement, les vents venant du sud-ouest sont chauds, tandis que ceux venant du nord-est sont froids. 
Les précipitations sont fréquentes et réparties tout au long de l'année avec 702 mm d'eau et environ 146 jours pluvieux par an, avec le plus de nombre de jours de pluie en été. Les températures moyennes sont de −6 °C en janvier et de 18,5 °C en août avec une moyenne annuelle de 5,3 °C. L'ensoleillement est compris entre 1 700 et 1 800 heures/an, et la quantité annuelle de rayonnement solaire est lui compris entre 3 300 et 3 400 MJ/m2
| Mois                                        | jan.       | fév.       | mars       | avril      | mai     | juin      | jui.      | août      | sep.      | oct.       | nov.     | déc.       | année      |
| ------------------------------------------- | ---------- | ---------- | ---------- | ---------- | ------- | --------- | --------- | --------- | --------- | ---------- | -------- | ---------- | ---------- |
| Température minimale moyenne (°C)           | −8,8       | −9,5       | −6,1       | −0,4       | 6       | 11,3      | 14,5      | 13,1      | 8,4       | 3,2        | −1,5     | −5,4       | 2,1        |
| Température moyenne (°C)                    | −6         | −6,3       | −2,6       | 3,2        | 10,4    | 15,3      | 18,5      | 16,8      | 11,6      | 5,5        | 0,4      | −3,2       | 5,3        |
| Température maximale moyenne (°C)           | −3,4       | −3,3       | 1          | 7,4        | 14,9    | 19,5      | 22,6      | 20,8      | 15,1      | 7,9        | 2,3      | −1         | 8,7        |
| Record de froid (°C) date du record         | −36,8 1987 | −35,4 1979 | −29,1 1965 | −20,9 1941 | −5 1969 | 0,1 1982  | 5,8 1992  | 2 1973    | −3,9 1993 | −11,4 1992 | −21 1992 | −33,6 1978 | −36,8 1987 |
| Record de chaleur (°C) date du record       | 6,9 1992   | 8,4 1989   | 13,8 2007  | 22,1 1986  | 30 2014 | 32,9 1999 | 34,6 2010 | 33,4 2010 | 27,4 1968 | 19,1 1974  | 12 2015  | 8,6 2006   | 34,6 2010  |
| Précipitations (mm)                         | 52         | 43         | 40         | 35         | 43      | 60        | 69        | 79        | 68        | 77         | 70       | 66         | 702        |
| dont neige (cm)                             | 22         | 35         | 37         | 8          | 0       | 0         | 0         | 0         | 0         | 0          | 3        | 11         | 116        |
| Record de pluie en 24 h (mm) date du record | 21 2002    | 22 1990    | 31 2008    | 32 1985    | 36 2014 | 55 1965   | 76 1966   | 63 1966   | 68 1946   | 31 2008    | 37 2006  | 27 1982    | 76 1966    |
| Nombre de jours avec précipitations         | 6          | 5          | 7          | 10         | 14      | 16        | 15        | 16        | 18        | 18         | 13       | 8          | 146        |
| Humidité relative (%)                       | 87         | 85         | 82         | 74         | 68      | 71        | 73        | 77        | 82        | 86         | 88       | 89         | 80         |
| Nombre de jours avec neige                  | 22         | 20         | 16         | 7          | 1       | 0,1       | 0         | 0         | 0,1       | 4          | 14       | 20         | 104        |
| Nombre de jours d'orage                     | 0          | 0          | 0          | 0,1        | 2       | 3         | 5         | 3         | 1         | 0,2        | 0        | 0          | 14         |
| Nombre de jours avec brouillard             | 2          | 3          | 4          | 4          | 2       | 0         | 0,3       | 1         | 2         | 3          | 2        | 2          | 25         |

| Diagramme climatique                                  |            |         |           |         |            |            |            |           |          |           |          |
| J                                                     | F          | M       | A         | M       | J          | J          | A          | S         | O        | N         | D        |
| −3,4−8,852                                            | −3,3−9,543 | 1−6,140 | 7,4−0,435 | 14,9643 | 19,511,360 | 22,614,569 | 20,813,179 | 15,18,468 | 7,93,277 | 2,3−1,570 | −1−5,466 |
| Moyennes : • Temp. maxi et mini °C • Précipitation mm |            |         |           |         |            |            |            |           |          |           |          |

| Mois                              | jan. | fév. | mars | avril | mai | juin | jui. | août | sep. | oct. | nov. | déc. | année |
| --------------------------------- | ---- | ---- | ---- | ----- | --- | ---- | ---- | ---- | ---- | ---- | ---- | ---- | ----- |
| Température minimale moyenne (°C) | −1,1 | −1,5 | −1,5 | −1,1  | 3,3 | 7,1  | 14,7 | 16,3 | 12,2 | 5    | 4,2  | 0,6  | 5,32  |
| Température moyenne (°C)          | −0,5 | −1,3 | −1,3 | 0,6   | 6,1 | 9,5  | 17   | 17,5 | 14,4 | 8,5  | 5,4  | 1,9  | 5,74  |
| Température maximale moyenne (°C) | 0,3  | −1,1 | −0,9 | 2,5   | 8,3 | 14,2 | 18,5 | 18,1 | 16,2 | 12,1 | 6,8  | 3,6  | 8,13  |

| Diagramme climatique                                  |            |            |           |          |           |            |            |            |         |          |          |
| J                                                     | F          | M          | A         | M        | J         | J          | A          | S          | O       | N        | D        |
| 0,3−1,180                                             | −1,1−1,580 | −0,9−1,580 | 2,5−1,180 | 8,33,380 | 14,27,180 | 18,514,780 | 18,116,380 | 16,212,280 | 12,1580 | 6,84,280 | 3,60,680 |
| Moyennes : • Temp. maxi et mini °C • Précipitation mm |            |            |           |          |           |            |            |            |         |          |          |

### Végétation

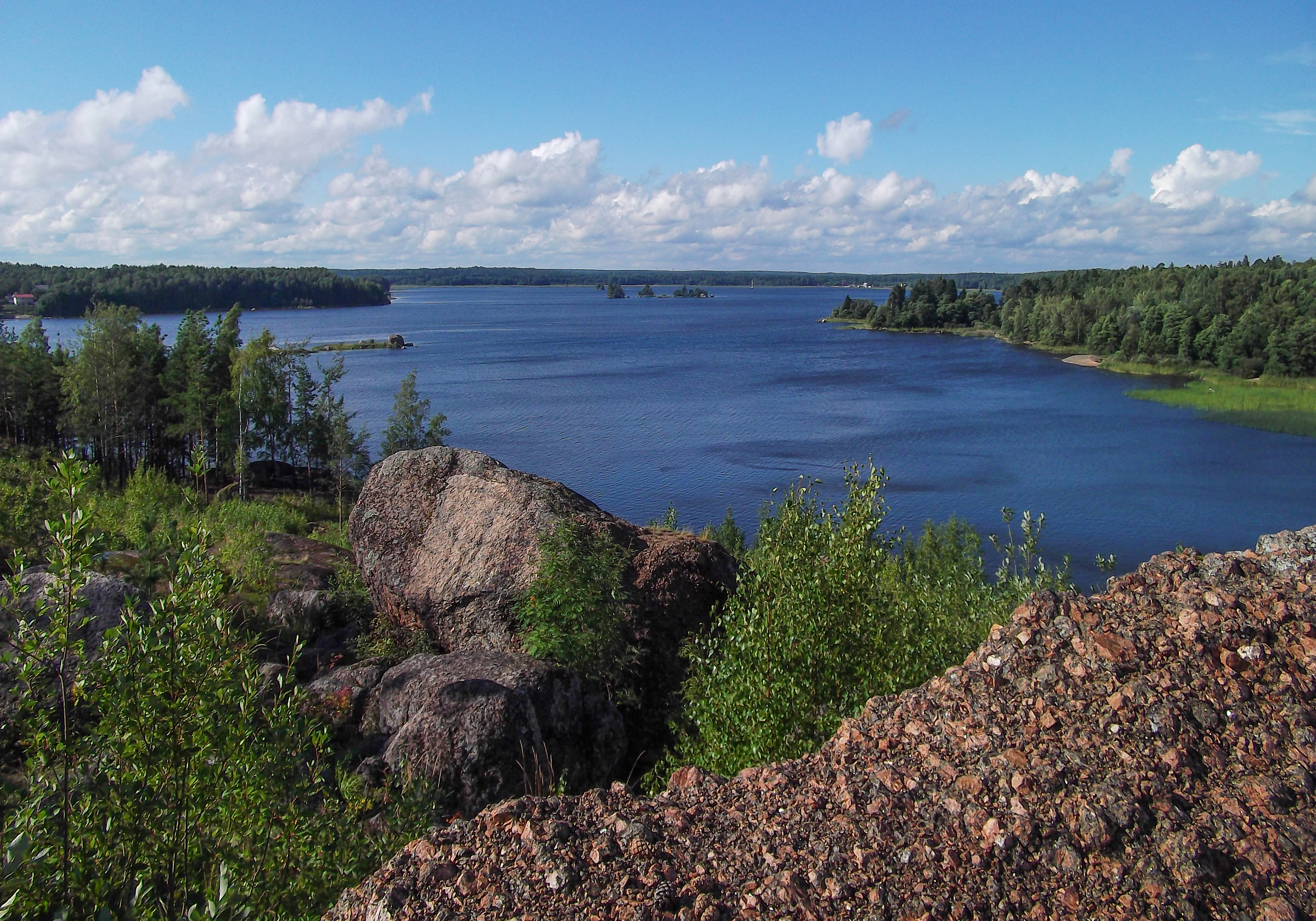
Espaces forestiers autour de la baie Zachtchitnaïa.

La ville possède de nombreux espaces verts. La superficie totale des parcs et places de la ville est de plus de  759 000 m2. La ville se trouve dans la zone méridionale de la taïga, comme le reste de son raïon,. Dans cette zone, les forêts de pins prédominent, avec des mousses, des lichens et des airelles. Il y a dans une moindre mesure des forêts marécageuses de bouleaux et de pins et des forêts d'aulnes noires. Les rivages ont des végétations typiques littorales.
Plus précisément, d'après l'Atlas de l'oblast de l'Université Herzen et de la Société géographique russe, le cap et les grandes îles ont des forêts de mousses et de pins et lichens, les zones continentales du nord-ouest et du sud-est sont principalement des terres arables, des prairies et des friches, et les zones continentales du nord de la ville sont recouvertes de forêts d'épicéas et de mousses.

### Situation environnementale
D'après le rapport sur l'État de l'environnement de 2022 de l'oblast, le degré de pollution atmosphérique de la ville est jugé faible,. Vyborg possède une station dédiée aux mesures de la pollution atmosphérique. Selon ce rapport de 2022, la ville était celle avec la seconde plus haute valeur d'exposition en matière de pollutions aux particules en suspension, avec 1 fois la valeur d'exposition (Kingissepp était la première avec 1,5 fois la valeur d'exposition). Concernant la population au dioxyde d'azote, Vyborg avait 0,5 fois la valeur d'exposition, soit la ville la plus polluée à cela ex-æquo avec Kingissepp, Louga et Svetogorsk. Les entreprises les plus polluantes de la ville sont d'après ce rapport les entreprises Rokvoul-Sever, RGP-Vyssotsk qui appartient à Lukoil, et les chantiers navals de Vyborg.
Toujours selon ce rapport, la pollution de toutes les particules en suspension était en 2022 de 0,078 mg/m3 d'air, soit une baisse de −32,8 % par rapport à 2013, où ce chiffre était de 0,116 mg/m3 d'air. Concernant le dioxyde de soufre, la concentration de celui dans l'air était de 0,002 mg/m3 d'air en 2013, contre 0,001 mg/m3 d'air en 2022, soit une baisse de −50 %. Pour le dioxyde d'azote, la concentration est passée de 0,051 mg/m3 d'air en 2013 à 0,018 mg/m3 d'air en 2022, soit une baisse de −64,7 %. Enfin, le monoxyde de carbone est passé de 2,0 mg/m3 d'air en 2013 à 0,4 mg/m3 d'air en 2022, soit une baisse de −80 %.
Selon une étude de 2005, la ville est située dans une zone à fortes concentrations de radon. Dans les sous-sols de certains bâtiments, le rayonnement de fond dépasse la concentration maximale admissible.

## Urbanisme

### Logements
La ville possède selon les chiffres de 2021 965 immeubles résidentiels.

### Parcs
La ville possède au total 42 espaces verts et espaces publics, dont les places. La superficie totale des parcs et places de la ville est, selon les chiffres de 2021, de 759 000 m2.

### Risques naturels
La ville est classée par l'oblast comme modérément dangereuse concernant le risque d'inondation. En effet, la ville est exposée au risque d'inondations, avec en particulier, mais pas que, la rivière Rakkolanjoki. La crue printanière, provoquée par la fonte des neiges, de la rivière atteint 2,5 à 4,5 m selon les années, et les niveaux les plus importants sont observées à la fin avril et au début de mai. La durée de la crue printanière est de 1 à 1,5 mois. Sinon, des inondations par de trop importantes précipitations sont observées chaque année pendant l'été et l'automne, les mois les plus pluvieux étant ceux d'août à octobre. Le nombre de ces crues varient de 1 à 4 généralement, et parfois jusqu'à 5–6 certaines années. Ces crues sont plus rapides et beaucoup moins importantes que les crues printanières.
Vyborg est aussi sous le risque de crues soudaines. Ces dernières ont ces dernières années augmentées de manière significative en janvier, lorsque des pluies prolongées se produisent. Lorsqu'il y a des dégels en janvier ou lors d'autres mois d'hiver, le dégel provoque des inondations, et ces deux facteurs, le dégel et les précipitations fortes, provoquent des crues soudaines. Le risque de crues soudaines a considérablement augmenté ces dernières années avec le changement climatique et avec la création du complexe de structures de protection contre les inondations de Saint-Pétersbourg. Il ne faut pas aussi négliger le gorgement des eaux souterraines à certaines périodes de l'année, qui, en déstabilisant les sols, entraînent des déformations des sols, déformant les bâtiments, les voiries, et nécessitant un déplacement fréquent des communications souterraines. Les eaux du golfe de Finlande peuvent aussi augmenter lors de fortes précipitations et tempêtes, provoquant des risques de submersion marine.
Vyborg ne possède pas un sol pouvant bien absorber l'eau, ce qui empêche le drainage des eaux de surface en profondeur. De plus, le système de drainage centralisé de la ville est considéré par l'oblast comme « pratiquement absent », ce qui accentue les risques.

### Voies de communication et transports

#### Voies de communications

##### Transport ferroviaire
La ville est à la croisée de différents chemins de fer, venant du nord-ouest, du sud-ouest, du sud et du nord-est. La ligne menant d'Helsinki à Saint-Pétersbourg emprunte le chemin de fer Riihimäki – Saint-Pétersbourg qui passe par Vyborg. La liaison rapide de l'Allegro (Saint-Pétersbourg – Helsinki) et le train de nuit Tolstoï de la RZD (Moscou – Saint-Pétersbourg – Helsinki) utilise tous les jours cette ligne, et l'Allegro dessert Vyborg. Mais depuis l'invasion de l'Ukraine par la Russie en 2022, le service est suspendu. Sinon, une ligne se dirige du sud-est de Vyborg vers le sud vers Primorsk, et une autre vers le nord-est, en particulier vers Kamennogorsk.
L'oblast souhaiterait, sans fixer de date, construire une ligne ferroviaire contournant la ville.

##### Transport maritime
Le port de Vyborg traite 1,66 million de tonnes en 2014.
Le canal de Saimaa accueille un trafic de bateaux de plaisance entre Lappeenranta et Vyborg.

##### Transport routier

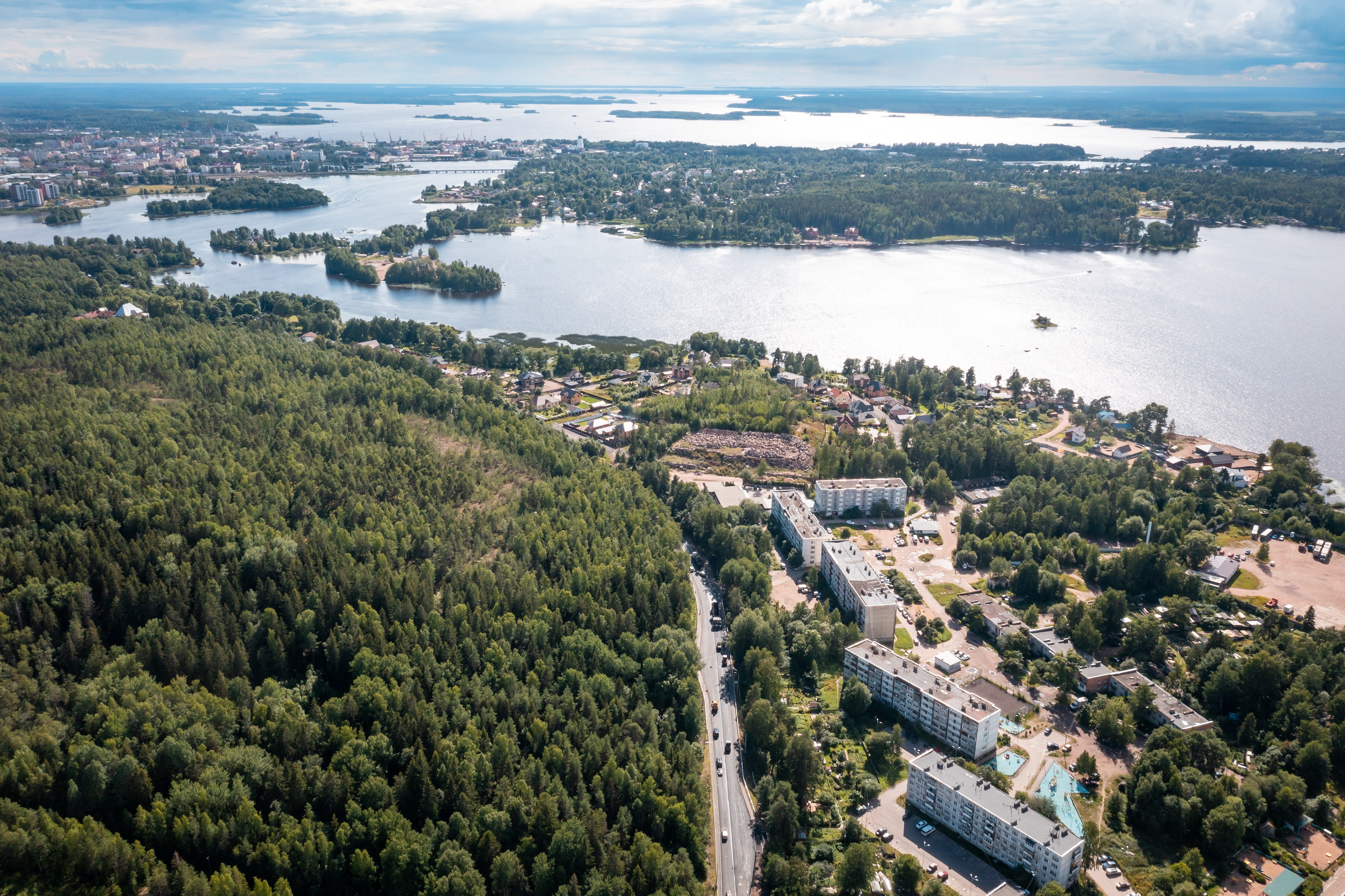
La 41K-182 dans le nord de Vyborg.

Le réseau routier de la ville est long en 2022 de 158,779 km, dont 156,3 km de routes locales appartenant à la ville, et la ville possède aussi 5 ponts. En 2021, 91,2 % du réseau routier communal avait un revêtement dur. La ville est desservie de plusieurs grandes routes : la route fédérale A181, les routes régionales 41K-182 (vers le nord du raïon de Vyborg), 41A-082 (Zelenogorsk - Primorsk - Vyborg), et 41K-207 (Vyborg - Smirnovo), ainsi que les routes locales N52 et N53.
La route fédérale A181, qui fait partie de la route européenne E18, contourne la ville par le nord. Il y a plusieurs sorties de l'A181 au sud-est, à l'est, au nord-est et au nord-ouest.

##### Transport maritime

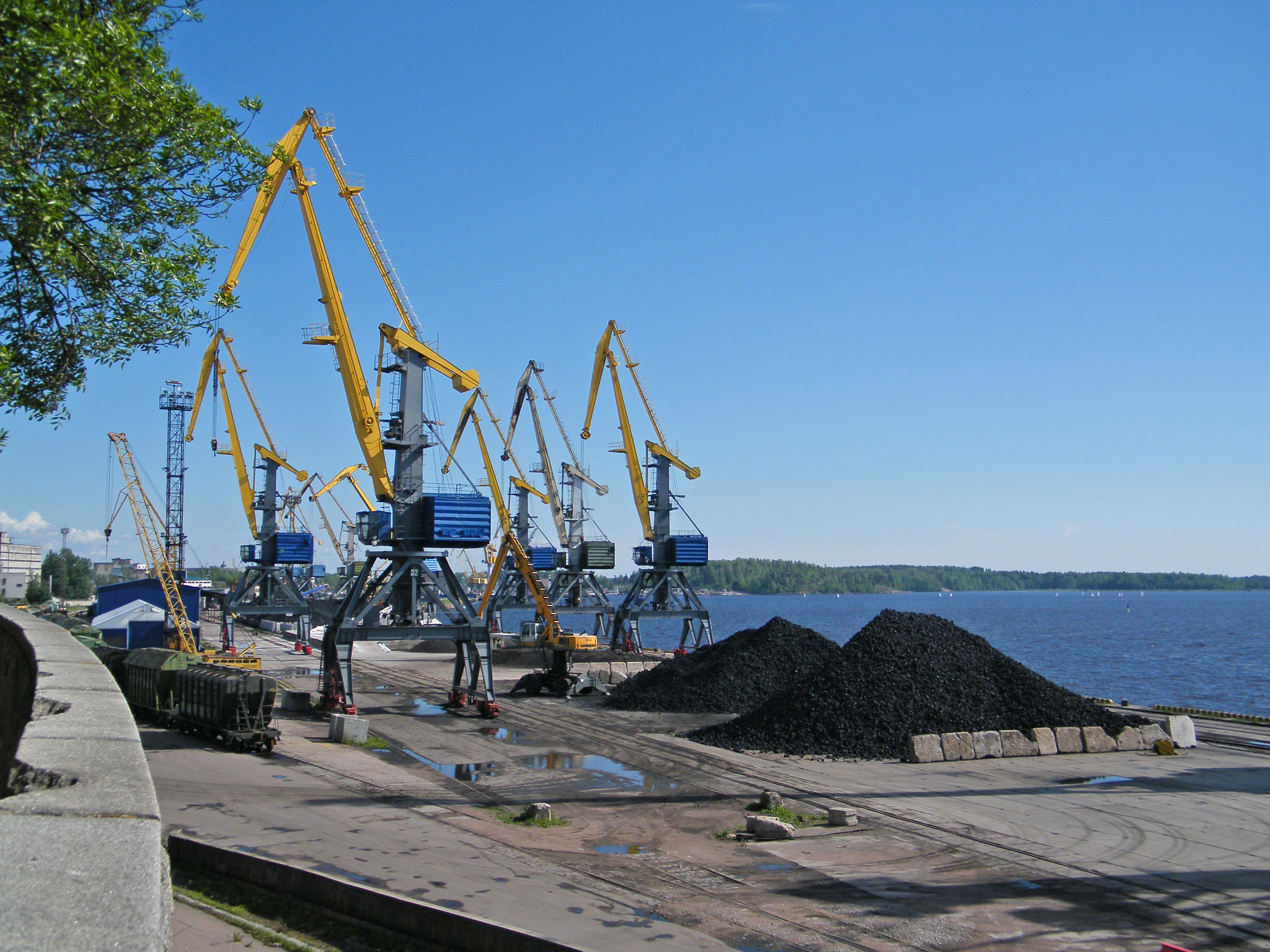
Grues portuaires et charbon dans le port.

Le port commercial de Vyborg est principalement spécialisé dans le transport de marchandises en vrac et générales, et il a le statut de port d'importance fédérale. Le volume de manutention du fret en 2022 était de 1 310,1 milliers de tonnes, soit une augmentation de 121 % par rapport à 2021. Des quatre ports de l'oblast (avec Primorsk, Oust-Louga et Vyssotsk), il est de loin celui avec le moins de volume, ne représentant que 0,66 % du volume total de manutention du fret de 2022. Le port possède des terminaux pétroliers.
Par ailleurs, le canal de Saimaa termine dans la baie Zachtchitnaïa juste au nord de la ville. Ce canal relie cette baie au lac Saimaa dans la région de Lappeenranta en Finlande. La ville dispose d'un yacht club, le yacht club de Vyborg.
En 2011, il était prévu de commencer les travaux de réaffectation du port au service des passagers : les navires à destination de Saint-Pétersbourg pourraient passer par Vyborg. Le port comprend un terminal maritime pour passagers ; en mai - septembre, la communication de croisière avec la Finlande est maintenue : le bateau à moteur "Karelia" effectue des croisières le long du canal Saimaa en direction de Lappeenranta - Vyborg - Lappeenranta (un voyage dans un sens est possible). Puisque la Carélie est considérée comme un bateau de croisière, un visa russe n'est requis pour les citoyens d'aucun pays du monde. Un autre bateau à moteur, le Pilgrim, relie la gare maritime au canal Saimaa.
Vyborg dispose d'une infrastructure de plaisance développée. Actuellement, la ville dispose de plusieurs postes d'amarrage pour yachts et bateaux. La maison d'hôtes est située près du château, dans la partie historique de la ville. Le yacht club "Favorite" avec une école de voile en activité, un parking surveillé en hiver et des pontons pour l'été est situé au cap Bobov. Un autre yacht club, Lavola, est situé dans le microdistrict de Saimaa. Sur la rive du canal Saimaa se trouvent des postes d'amarrage de pontons dotés d'une infrastructure pour garer les bateaux.

##### Autres
Vyborg est à l'extrémité du gazoduc Nord Stream, inauguré en 2011, qui relie Vyborg en Russie à la ville de Greifswald en Allemagne en traversant la mer Baltique. Le gazoduc a une longueur de 1 222 km, et il est géré par Gazprom,.

## Histoire
| Appartenances historiques Royaume de Suède 1293-1710 Tsarat de Russie 1710-1721 Empire russe 1721-1811 Empire russe ( Grand-duché de Finlande) 1811-1917 République de Finlande 1918-1940 Union soviétique ( RSS carélo-finnoise) 1940-1941 République de Finlande 1941-1944 Union soviétique ( RSS carélo-finnoise) 1944-1944 Union soviétique (Oblast de Léningrad) 1944-1991 Fédération de Russie (Oblast de Léningrad) 1991-présent |

### Légende
La Chronique de Joachim, connue à travers le récit de l'historien russe Vassili Tatichtchev, raconte la construction d'une ville au bord de la mer par le possadnik de Novgorod Gostomysl ; où il a donné à la ville le nom de son fils aîné nommé « Vybor ». Tatichtchev, commentant le texte, a supposé que le vybor de la chronique était Vyborg. Sur la base de ces informations, on pourrait parler de la fondation de la ville dès le IXe siècle. Sachant que Gostomysl est une figure considérée comme légendaire, cette histoire relève de la légende.

### Période suédoise 1293-1710

#### Fondation de Vyborg etXIVesiècle

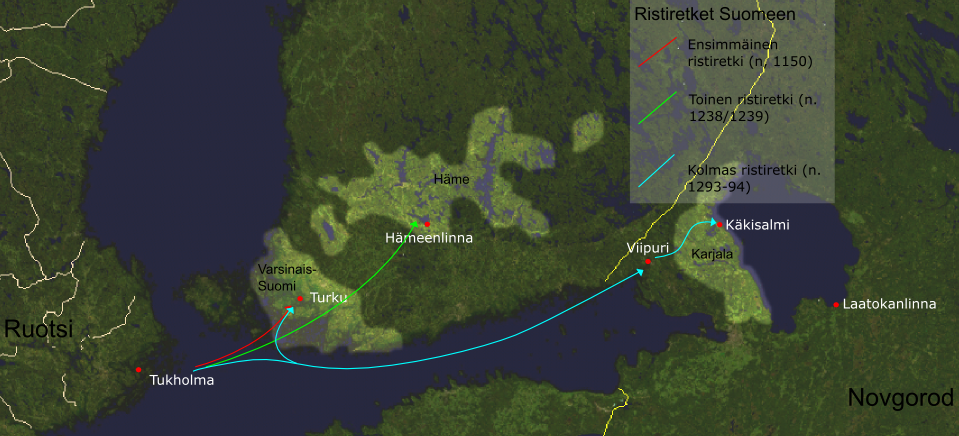
Carte de la troisième croisade suédoise en Finlande et en terre carélienne.

En 1293, lors de la troisième croisade suédoise vers les terres habitées par les Caréliens et les peuples slaves, sur décision du régent de Suède Torgils Knutsson, un puissant château fut fondé le 29 juillet sur l'île du Château, appelée Viipuri. Ce château devait protéger le nouveau comptoir commercial très fréquenté sur l'isthme de Carélie contre les attaques venues de l'est. En effet, la Suomenvedenpohja, où se jettait à cette époque une branche de la Vuoksi, était une intersection importante des principales voies fluviales vers l'isthme de Carélie et le lac Ladoga. Le château fut construit sur les ruines d'une ancienne forteresse carélienne.
La république de Novgorod ne voulait pas tolérer la perte des terres caréliennes et déjà en 1294, le 10 mars, l'escouade de Novgorod assiégea Viipuri, mais les Novgorodiens ne purent la prendre. La campagne militaire contre les Suédois en 1322 échoua également. Selon le traité de paix de Nöteborg signé le 12 août 1323 entre Novgorod et la Suède, la frontière entre eux fut établie le long de la rivière Sestra et une partie de l'isthme de Carélie, avec Vyborg qui revint à la Suède,,,. Viipuri devint la première localité finnoise au-delà du fleuve Kymijoki. Cette paix permis le développement de Viipuri.
Au XIVe siècle, la localité s'est déplacée vers le cap du côté sud-est du château, et le cap fut rapidement totalement habité. Les sources écrites de l'époque sont alors généralement rares sur la ville, les quelques documents disponibles concernant le château, les seigneurs de celui-ci et la perception des impôts, avec dans une moindre mesure quelques-uns s'intéressant à l'Église et à ses activités. La population commençant à l'appeler une civitas, avec la première mention de ce terme pour Viipuri en 1336. Dix ans plus tard en 1346, la ville est mentionnée comme une köpstad. En 1351, une zone autour de l'habitat dense de la cité est mentionné, ohaben. L'année suivante, la congrégation de Viipuri est mentionnée. Cette mention a été trouvée dans les archives du Vatican, et Viipuri ne dispose alors des droits de cité. En 1387, la localité acquit un rôle administratif indépendant vis-à-vis au château, et en 1389, l'hôtel de ville est mentionné.

#### AuXVesiècle

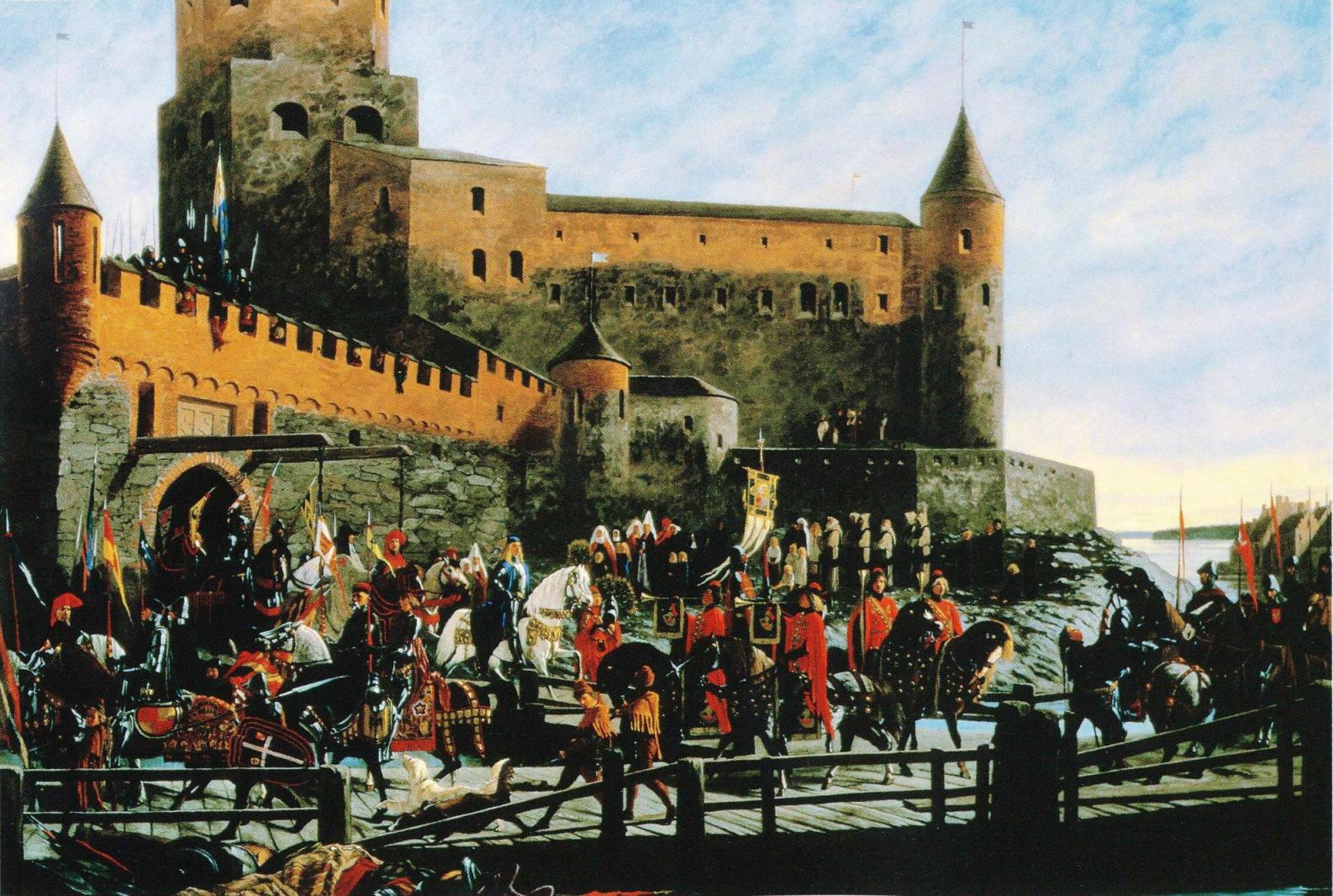
Karl Knutson Bonde quittant le château de Vyborg pour l'élection royale à Stockholm 1448, huile sur toile,, Severin Falkman, 1886. Galerie nationale de Finlande.

Le 19 août 1403, Viipuri et sa forteresse obtiennent le statut de ville avec ses privilèges, dont le droit de commerce, en même temps qu'Uppsala. Ces droits sont accordés par Éric de Poméranie, roi de Suède entre autres,,, lors d'une visite dans la ville. Viipuri devint ainsi le centre commercial de l'intérieur du golfe de Finlande, ainsi que la porte d'entrée vers les territoires caréliens situés sur les rives du Ladoga. Dès lors, des marchands de la ligue hanséatique se rendaient à Viipuri, approvisionnant les habitants et ceux des environs. Pendant les années où la ligue hanséatique a imposé une interdiction du commerce avec Novgorod, Viipuri vit le flux de marchands allemands considérablement augmenter, devenant alors le centre de contrebande de Novgorod, tout en servant en parallèle de forteresse frontalière pour le royaume de Suède.
Pendant un quart de siècle, le château de Vyborg était contrôlé par Kristor Nilsson, avant que Karl Knutsson Bonde prenne le relais, ce dernier qui fut élu ensuite roi de Suède. Ce dernier fit agrandir le château avec de nouveaux bâtiments et de nouvelles tours. Il organisait des bals luxueux dans le château.
En 1457, un membre d'une famille noble dano-suédoise, Erik Axelsson Tott, prit la tête du château, et devint gouverneur de la ville. Il méprisait le luxe, et se concentrait surtout sur les fortifications. Au cours de sa période, il devint l'un des bâtisseurs les plus célèbres de la ville, et en 1470, il fut construit à son initiative un mur d'enceinte de pierre, fortifié de 10 tours. Il entreprit ses constructions au vu de la nouvelle situation géopolitique : le grand-duc de Moscou Ivan III venait de conquérir Novgorod, et que le traité de Nöteborg de 1323 était désormais caduc.
Le 30 novembre 1495, lors du siège de la forteresse de Viipuri par les troupes moscovites, se produisit un événement qui devint gravé dans l'historiographie suédoise et finlandaise sous le nom de « Tonnerre de Viipuri » ou d'« explosion de Viipuri ». Selon toute vraisemblance, il s'agissait d'une explosion d'une des tours de la forteresse par les assiégés eux-mêmes, d'un accident ou d'un phénomène naturel inhabituel ; cela effraya les assiégeants et les conduisit à la retraite, le 4 décembre 1495.

#### AuXVIesiècle

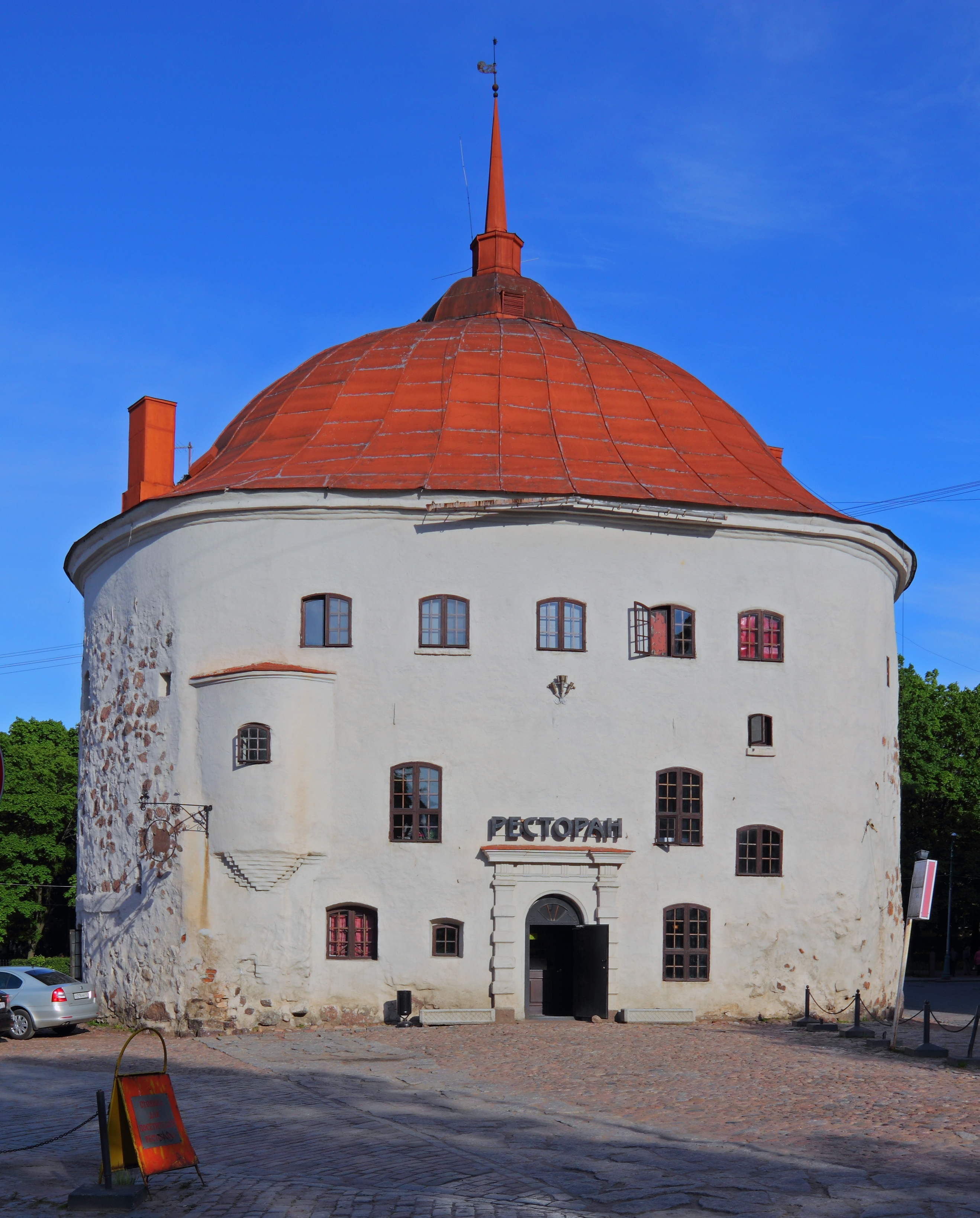
Tour ronde de Vyborg, construite entre 1547 et 1550.

En 1525, Viipuri devint vassale du comte von Goya, gendre du roi Gustav Ier Vasa. Sous lui, de riches colons de Lübeck, Réval ou encore Dantzig et d'autres villes hanséatiques affluèrent dans la ville. Les traditions et coutumes allemandes ont commencé à s'imposer dans la vie quotidienne des citadins, et des églises ainsi que des écoles ont été ouverts. En 1542, Gustav Ier ordonna de chaque paysan soit taxé une certaine somme pour financer les fortifications de Viipuri. La ville était déjà à l'époque très fortifiée, et était considérée comme l'une des plus fortifiées des pays nordiques.
Ainsi dans la seconde moitié du XVIe siècle, une nouvelle partie fut ajoutée à la vieille ville, la forteresse à corne, dont une partie importante a survécu jusqu'à ce jour, tandis que la Tour ronde de Viipuri fut construite en 1547-1550 sur l'ordre de Gustave Ier. Sur cette tour subsiste une gravure où il est écrit 1542, en mémoire du décret de Gustav Ier. Elle fut inaugurée le 3 septembre 1550. Par ailleurs, la superficie de la zone urbaine a doublé.
Viipuri se vit confier aux XVIe et XVIIe siècles le rôle de tremplin principal des troupes suédoises. En 1556, lors de la guerre russo-suédoise de 1554-1557, elle fut assiégée par les troupes russes qui, sans prendre la ville, parvinrent à gagner la guerre lors du traité de Novgorod. Le 30 janvier 1592, lors de la guerre russo-suédoise de 1590-1595, une bataille de deux jours eut lieu à proximité de Kexholm, où les Russes gagnèrent sur les Suédois. Mais les Russes n'arrivèrent pas à prendre la forteresse de Viipuripar la suite, néanmoins les Russes dévastèrent toute la région de Viipuri.
Lors de la guerre contre Sigismond, guerre civile qui touche la Suède entre 1598 et 1600 entre le roi Sigismond et son oncle Charles, le duc Charles prit des villes importantes, dont Viipuri qu'il venait d'assiéger en 1599. Afin de renforcer sa position, après avoir pris possession de la ville, il exécuta publiquement ses opposants dans un bain de sang, comme ce qu'il faisait dans d'autres villes, comme le bain de sang de Kalmar en 1599. Les têtes coupées des vaincus furent exposées au-dessus de la porte Karyaportti à côté de la tour ronde, et le château souffrit de l'artillerie du duc,,.

#### AuXVIIesiècle
Le 23 février 1609, alors que la Russie est empêtrée dans le temps des Troubles, le traité de Vyborg est signé dans la ville. Les négociations avaient débuté au début de février, avec les représentants du tsar Vassili IV Chouiski d'un côté et les représentants du roi suédois Charles IX de l'autre côté. Le traité était un accord d'alliance et d'assistance militaire contre le Second faux Dimitri, et il fut conclu contre la Pologne. Chacun des deux parties ne devaient pas conclure de paix avec la Pologne, et la Suède devait fournir des troupes, pour un total de 5 000 soldats, entièrement équipés, à la Russie, avec des chefs militaires suédois et des approvisionnements en armes et munitions. La Russie devait ailler payer des salaires aux marcenaires,ne pas violer le traité de Tiavzine et ne pas tenter de le réviser.
Au cours de la même année, six autres traités furent signés entre les deux partis, pour fournir une aide militaire à la Russie. Les termes du traités étaient humiliant pour la Russie, devant se plier à des concessions territoriales et d'autres provisions humiliantes. L'ensemble de ces septs documents sont appelés les traités de Vyborg. La violation par la Russie des termes du traité fut l'une des causes de la guerre d'Ingrie de 1610 à 1617, où une partie du territoire russe fut occupée par la Russie.
Au XVIIe siècle, la ville densément bâtie aux rues étroites fut dévastée à plusieurs reprises par des incendies. Au cours de l'hiver 1627, un grave incendie toucha la ville, et un autre toucha la ville le  27 mai 1628, détruisant la plupart des bâtiments. En 1638, le nouveau gouverneur général de Finlande, Per Brahe, envoya un rapport à Stockholm avec un plan de la ville pour la développer selon les nouvelles normes d'urbanisme. L'année suivante, l'ingénieur Andreas Torstensson arriva de Stockholm pour créer un nouveau plan de la ville. Avec l'aide d'Andreas Streng, un géomètre, les rues furent alignées, et la partie la plus ancienne de la ville garde ce plan d'alors aujourd'hui. La ville a été divisée en blocs rectangulaires, sans tenir du compte du relief, et les rues en ligne droite,.
Le 3 septembre 1652, un incendie se déclara dans la périphérie de la ville. Il ravagea la quasi-totalité de la ville, y compris l'île du Château. Plus de 300 bâtiments furent détruits par les flammes, mais il s'agissait principalement de vieux bâtiments en bois.

#### Conquête par les Russes

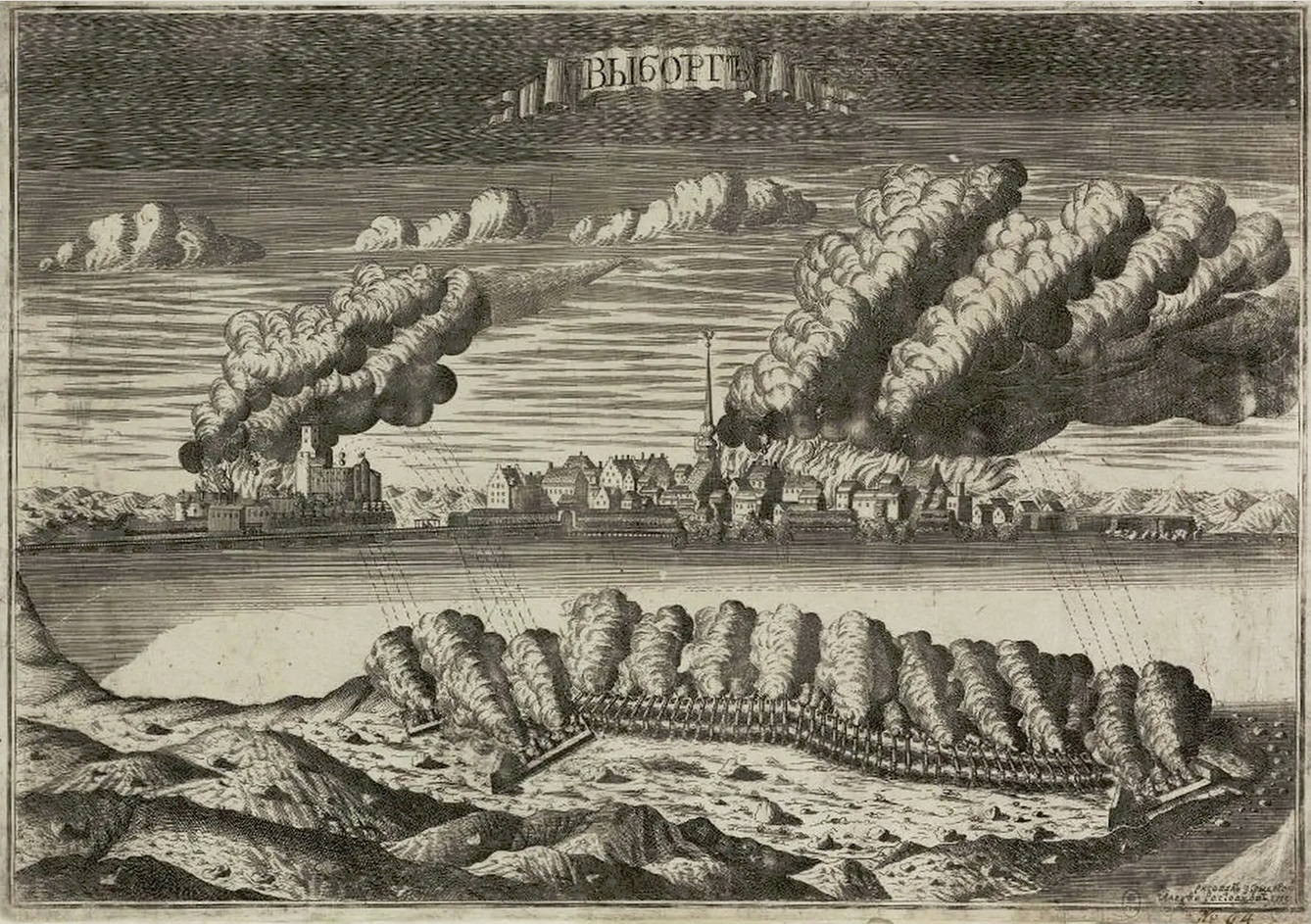
Les derniers jours du siège, gravure montrant l’artillerie tirant sur le fort depuis la baie par Alexeï Ivanovich Rostovtsev.

Pendant la Grande guerre du Nord, Viipuri était une forteresse arrière suédoise obsolète sur l'isthme de Carélie, mais après la chute de Nöteborg en 1702 et de Nyenskans en Ingrie, elle devint une base avancée inattendue à partir de laquelle les Suédois pouvaient menacer Saint-Pétersbourg nouvellement fondée. Le 8 septembre 1706, Pierre le Grand part de Saint-Pétersbourg pour Viipuri afin de prendre cette dernière, mais le 11 octobre 1706 (22 octobre dans le calendrier grégorien), il renonce finalement à l'assaut de la forteresse et repart,.
Le 4 mars 1710 (15 mars dans le calendrier grégorien), Pierre le Grand se rend à Saint-Pétersbourg afin de préparer l'assaut sur Viipuri, et le siège commence le 22 mars. Ce n'est que le 12 juin 1710 (23 juin dans le calendrier grégorien) que la ville fut prise par les troupes et la marine russes de Pierre le Grand à la suite du siège de la ville,,. La Suède fait rapatrier en catastrophe les objets de valeurs présents dans la ville, et les hautes classes fuient vers Stockholm, mais la population est laissée à l'abandon, avec une armée insuffisante et des chefs incapables. Concernant la prise de Vyborg en 1710, Pierre Ier écrivit « et ainsi, grâce à la prise de cette ville, Saint-Pétersbourg a reçu une sécurité définitive ».
Le 10 septembre 1721, par la signature du traité de Nystad, l’Estonie, l’Ingrie, la Livonie, une partie de la Finlande ainsi que Vyborg et sa région rejoigne officiellement l'Empire russe,.

### Période russe 1710-1917

#### AuXVIIIesiècle

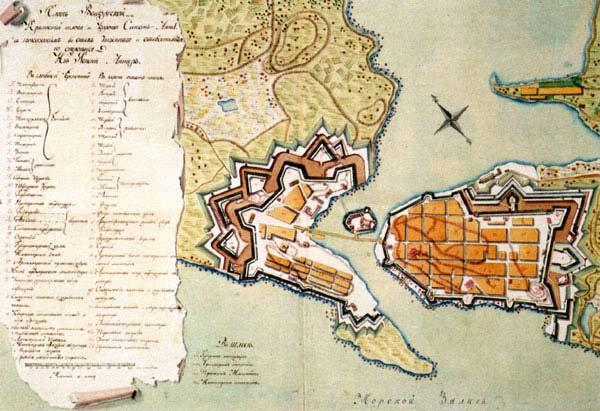
Plan des fortifications de Vyborg au XVIIIe siècle.

Afin de protéger la nouvelle capitale, Vyborg fut incluse dans l'État russe et devint le centre du district du commandant. En 1719, les ouïezds de Vyborg et de Kexholm furent réunis dans la province de Viipuri du gouvernement de Saint-Pétersbourg, qui devint officiellement partie de l'Empire russe lors du traité de Nystadt en 1721, et en 1744 un gouvernorat de Vyborg distinct fut créé. Les résidents de la nouvelle province ont été autorisés à continuer à suivre les lois suédoises. Cela signifiait notamment que le servage ne s'appliquait pas aux résidents de la province (il est autorisé en Russie jusqu'en 1861). Ils ont également été autorisés à maintenir leur foi luthérienne.
La prise de la ville par les troupes russes a provoqué une augmentation démographique, principalement due à l'afflux de militaires et de commerçants russes. Des banlieues ethniquement russes sont apparues : les banlieues de Vyborg et de Saint-Pétersbourg. Peu à peu, le château perdit son importance militaire et il fallut construire de nouvelles fortifications à l'ouest. En 1731, le projet du major général Koulona fut approuvé et en 1742 les bastions furent érigés. La construction se poursuivit dans les années 1750 sous la direction du maréchal Minich, puis d'Abraham Hannibal. Les nouvelles fortifications, parfaitement conservées jusqu'à nos jours, furent baptisées Annenkrone (« couronne de Sainte-Anne ») en l'honneur de l'impératrice Anne,. La ville a continué à croître : de nouveaux quartiers ont commencé à être construits comme Pavlovskaïa Sloboda, Pantsarlahti et Papula.

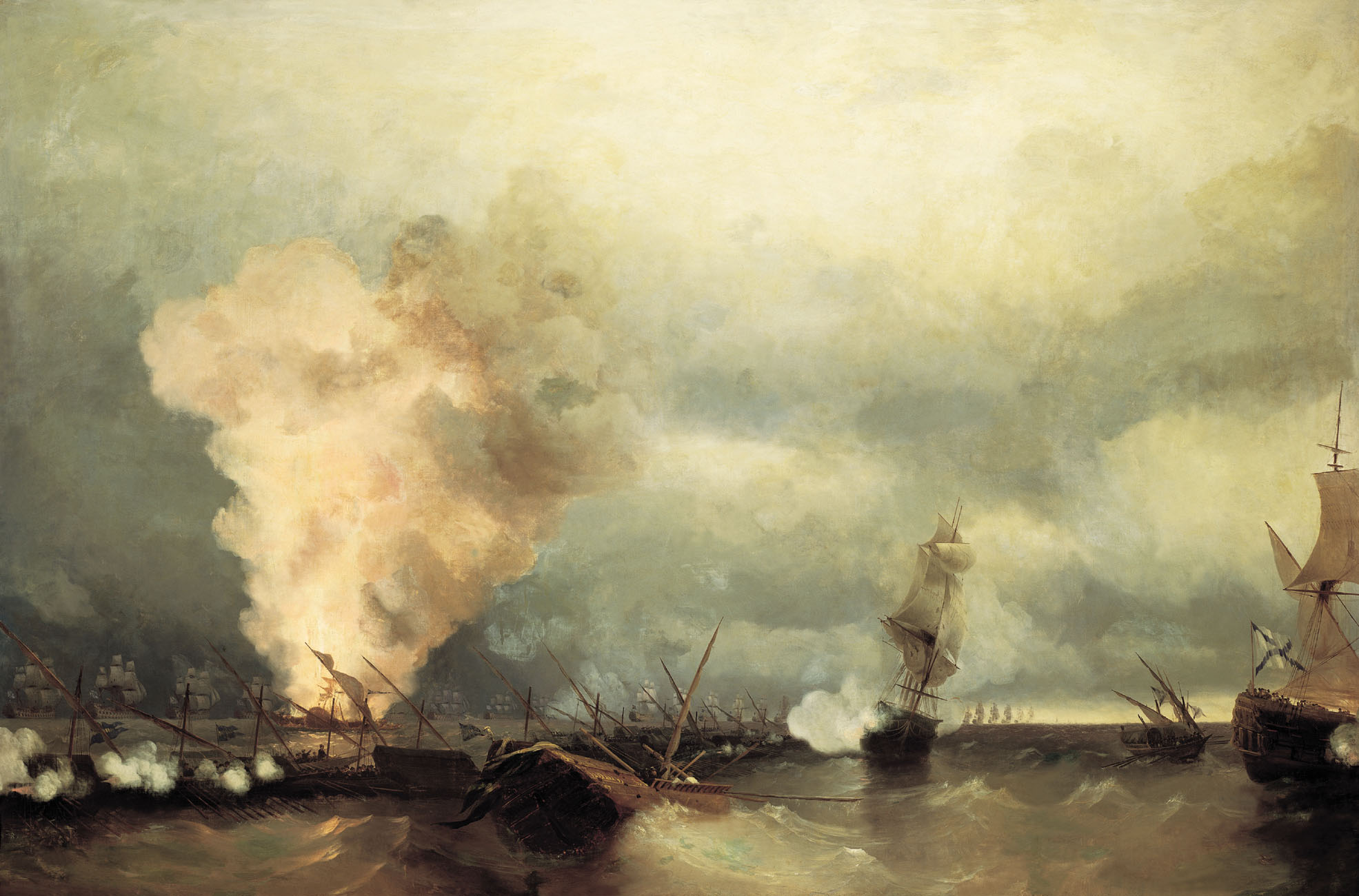
La bataille de la baie de Vyborg par Ivan Aïvazovski.

La Suède a tenté à plusieurs reprises de reprendre Vyborg et, pendant la guerre russo-suédoise de 1788-1790, la plus grande bataille navale a eu lieu dans les eaux de la baie de Vyborg le 3 juillet 1790 entre l'escadre russe sous le commandement de l'amiral Vassili Tchitchagov et l'escadre suédoise sous le commandement du roi Gustav III, qui se solda par la défaite des Suédois,.
En 1783, le gouvernement de Viipuri devint le gouvernorat de Viipuri, mais le gouvernorat de Viipuri fut à nouveau transformée en 1791 en gouvernement de Viipuri. Sinon, le 4 octobre 1788 (15 octobre dans le calendrier grégorien), l'impératrice Catherine II approuva les armoiries de la ville,.

#### AuXIXeet au début duXXesiècle

##### Première partie duXIXesiècle
En 1802, la province de Viipuri devint finlandaise et en 1811 elle reçut son nom de province au lieu de gouvernorat, en rentrant dans le nouvellement formé Grand-Duché de Finlande,. Au début du XIXe siècle, quatre langues cohabitaient dans ce comptoir commercial florissant : l'allemand, le finnois, le russe et le suédois.
Vyborg ne participa plus directement à la guerre russo-suédoise de 1808-1809, mais fut utilisée uniquement comme base arrière. Cette guerre s'est terminée par la conclusion du traité de paix de Fredrikshamn, aux termes duquel toute la Finlande suédoise est devenue partie intégrante de l'Empire russe en tant que Grand-Duché. Après l'insurrection décabriste à Saint-Pétersbourg, 293 décabristes, pour la plupart des rangs inférieurs, sont devenus prisonniers du château de Vyborg et d'Annenkrone. Parmi les décabristes prisonniers à Vyborg se trouvait Mikhaïl Karlovitch Küchelbecker.
Le 18 avril 1834 (30 avril dans le calendrier grégorien), la foudra frappa le mât du drapeau de la tour Saint-Olaf du château. Ledôme de la tour pit alors feu, et commeça à se propager. Mais comme en août 1821, une brigade de sapeurs-pompiers avait été créée dans la ville à cause de nombre fréquent d'incendies, ces derniers furent alertés et empêchèrent le feu de se propager, bien que la tour subit de lours dommages. La tour du château fut réparée en 1843.

##### Nouvelles constructions
L'apparence de la ville change : en 1861, le plan directeur de développement de Vyborg est approuvé et de nouvelles rues et parcs sont aménagés sur le site des fortifications démolies. L'espalanade centrale voit le jour en 1862. De nombreux bâtiments en pierre sont construits selon les plans d'architectes célèbres, abritant des banques, des institutions et des bureaux de sociétés par actions. De plus dans les années 1860, selon le projet de l'ingénieur des fortifications Édouard Totleben, les fortifications de l'Est de Vyborg ont été érigées pour protéger la ville de l'est sur une colline naturelle (actuellement appelée mont Batareïnaïa).
En 1856, un nouvel incendie toucha le château, où le bâtiment principal et la tour Saint-Olaf brulèrent, et où les murs de la forteresse s'effondrèrent. Le château fut par la suite abandonné pendant plusieurs décennies. Le château est restauré entre 1891 et 1894 par le Département du génie militaire de la ville.
La seconde moitié du XIXe siècle et le début du XXe siècle sont marqués dans l'histoire de Vyborg comme une période de développement économique dynamique. En 1856, le canal de Saimaa a été ouvert et en 1870, le chemin de fer Saint-Pétersbourg-Helsingfors a été ouvert avec la première gare de Vyborg inauguré en 1869. La gazéification a commencé dans la ville (1860), l'électrification et l'installation téléphonique (1882), le premier château d'eau a été construit et l'approvisionnement en eau a été installé (1893), et en 1913 la circulation des tramways a été lancée,.

##### Augmentation démographique
Le décollage économique du XIXe siècle a considérablement augmenté la population de Vyborg, la ville est devenue la deuxième en termes de population et de développement économique du Grand-Duché de Finlande. En 1910, la ville comptait 50 000 habitants, dont 81 % de Finlandais, 10 % de Suédois, 6,5 % de Russes, 0,7 % d'Allemands et 1,1 % d'autres,.

##### Révolution de 1905

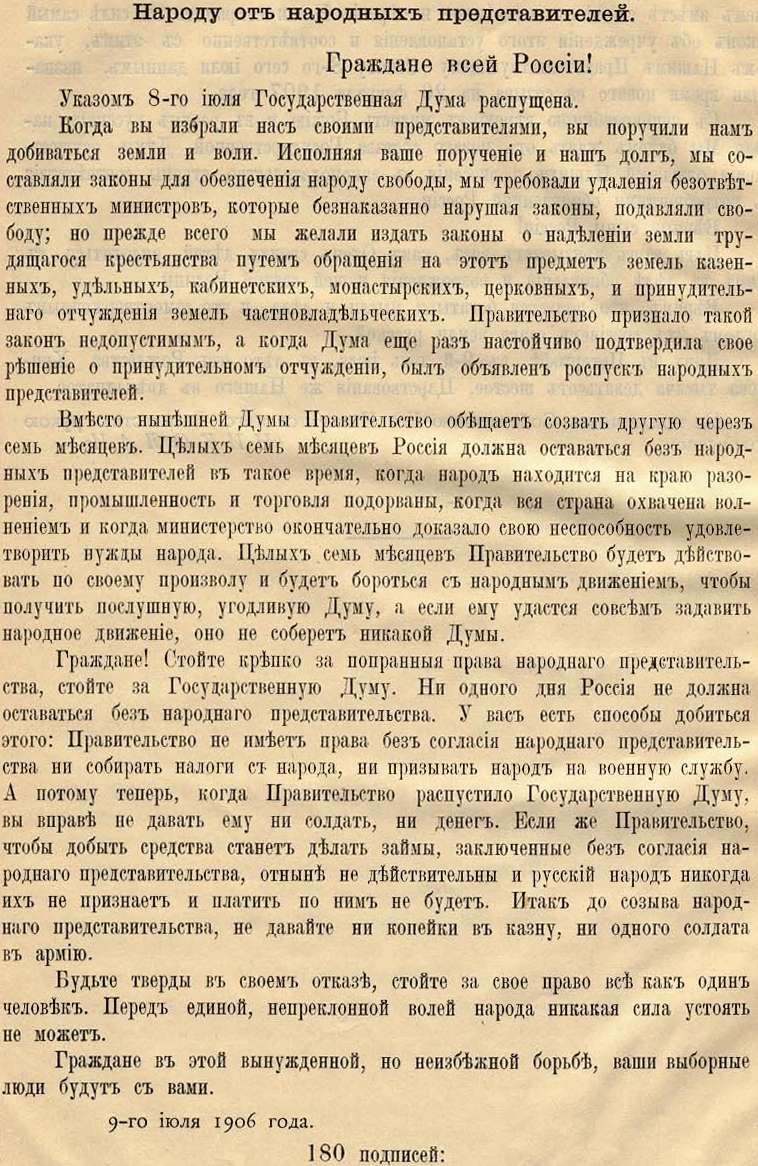
Une copie du manuscrit originel de l'Appel de Vyborg.

La proximité de la capitale de l'Empire russe et l'appartenance à un grand-duché relativement libéral ont attiré à Vyborg des opposants politiques au pouvoir tsariste. Le 9 juillet 1906, après que l'empereur Nicolas II eut dissous la première législature de la Douma d'État, cent quatre-vingts de ses députés se réunirent à Vyborg et rédigèrent un appel « Au peuple de la part des représentants du peuple », dans lequel ils appelèrent à la justice, au refus de l’impôt et du service militaire et à la désobéissance civile aux autorités tsaristes. Cet appel est entré dans l'histoire sous le nom d'« Appel de Vyborg ». Des poursuites furent lancées contre 169 d'entre eux, et seuls trois échappèrent à une condamnation.

#### Période révolutionnaire
En 1917, Vyborg participa activement à la révolution de Février ; le Conseil des députés soldats et ouvriers de Vyborg fut élu dans la ville, dans laquelle les bolcheviks avaient une grande influence. Le 29 août 1917 (11 septembre dans le calendrier grégorien), des soldats mutins capturèrent et tuèrent des officiers et des généraux soupçonnés de sympathiser avec les organisateurs du soulèvement de Kornilov.
En parallèle le 8 août, Vladimir Lénine passa la frontière et s'installa dans un village près de Vyborg, chez l’écrivain finlandais Igo Latukka, où Lénine écrivit L’État et la Révolution. Il quitta les environs de Vyborg à la fin août pour rallier discrètement Pétrograd.

### Période finlandaise 1917-1940
La première moitié de 1918 marque un tournant dans le sort de la ville : après la déclaration d'indépendance, une guerre civile éclata en Finlande en janvier 1918 et Viipuri devient l'un des principaux centres des Finlandais bolcheviks. Le 29 avril, alors les détachements rouges étaient vaincus de partout en Fnlande, Viipuri fut la dernière à tomber, après quoi des arrestations et des exécutions massives furent effectuées, principalement de civils russes et d'un petit nombre de gardes rouges finlandais. Le nombre exact de victimes du massacre de Viipuri est inconnu. Après la défaite de la révolution d'Octobre à Viipuri, comme dans l'ensemble de la Finlande, une longue période d'instabilité fit place au calme. En effet le 17 juillet 1919, le régime républicain a été déclaré dans le pays.
À Viipuri, le processus d'atténuation de l'atmosphère de cosmopolitisme qui en était auparavant caractéristique a commencé. Le finnois est désormais la langue officielle du gouvernement local. Dans la Finlande indépendante, Viipuri a conservé sa position de deuxième ville du pays et de centre de la vie culturelle et sociale de l'est de la Finlande. La ville était l'un des centres de commerce et de transport les plus importants du pays. Il y avait de nombreuses institutions éducatives, culturelles, sportives et de santé, des consulats ainsi qu'un grand nombre d'églises de 7 religions différentes.

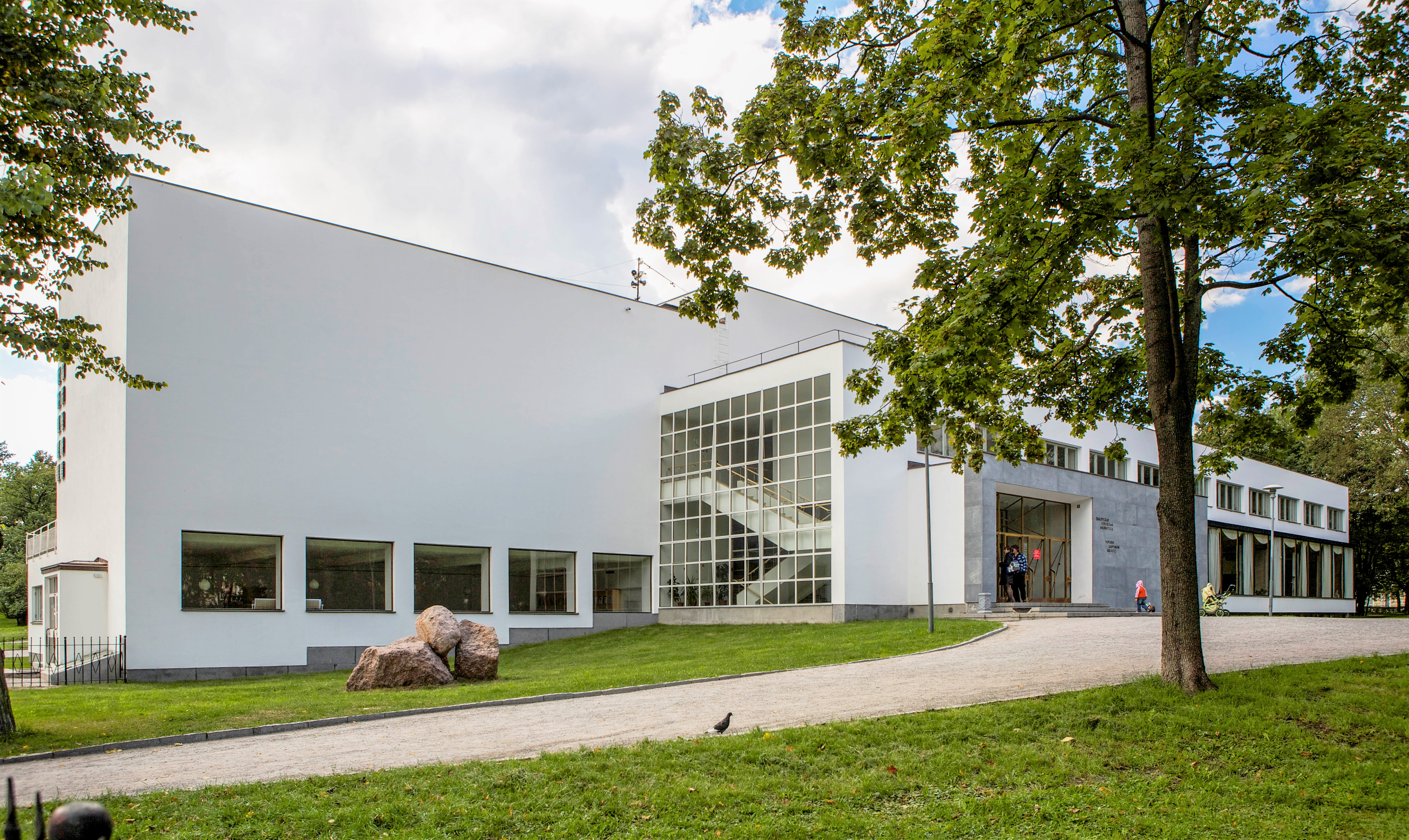
Bibliothèque de Viipuri de l'architecte finlandais Alvar Aalto.

Dans les années 1920 et 1930, de nouveaux quartiers font désormais partie de la ville : Kangasranta, Hiekka, Tammisuo et d'autres. En 1929, l'architecte Otto-Iivari Meurman, urbaniste le la ville de 1918 à 1937, élabora un plan d'urbanisme pour le Grand Viipuri, dont les principales idées furent mises en œuvre jusque dans les années 1970. À Viipuri, de nombreux bâtiments publics importants ont été construits dans le style fonctionnaliste : un musée et une école d'art (1930), des archives de district (1933), une nouvelle bibliothèque municipale (1935) et un bâtiment pour une école commerciale et maritime (1938), etc. Dans les années 1930, le centre de la vie économique de la ville s'était déplacé de la vieille ville vers les quartiers de Salakkalahti et Repola, plus proches de la gare,,.
Dans les années 1930, Viipuri et ses environs étaient considérés comme la capitale industrielle de la Finlande, et en 1938, la ville comptait 38 entreprises industrielles dans divers secteurs. La population de Viipuri en 1939 était de 74 403 personnes. Jusqu'en 1940, c'était la deuxième plus grande ville de Finlande,,.

### Période de guerres (1939-1944)

#### Guerre d'Hiver

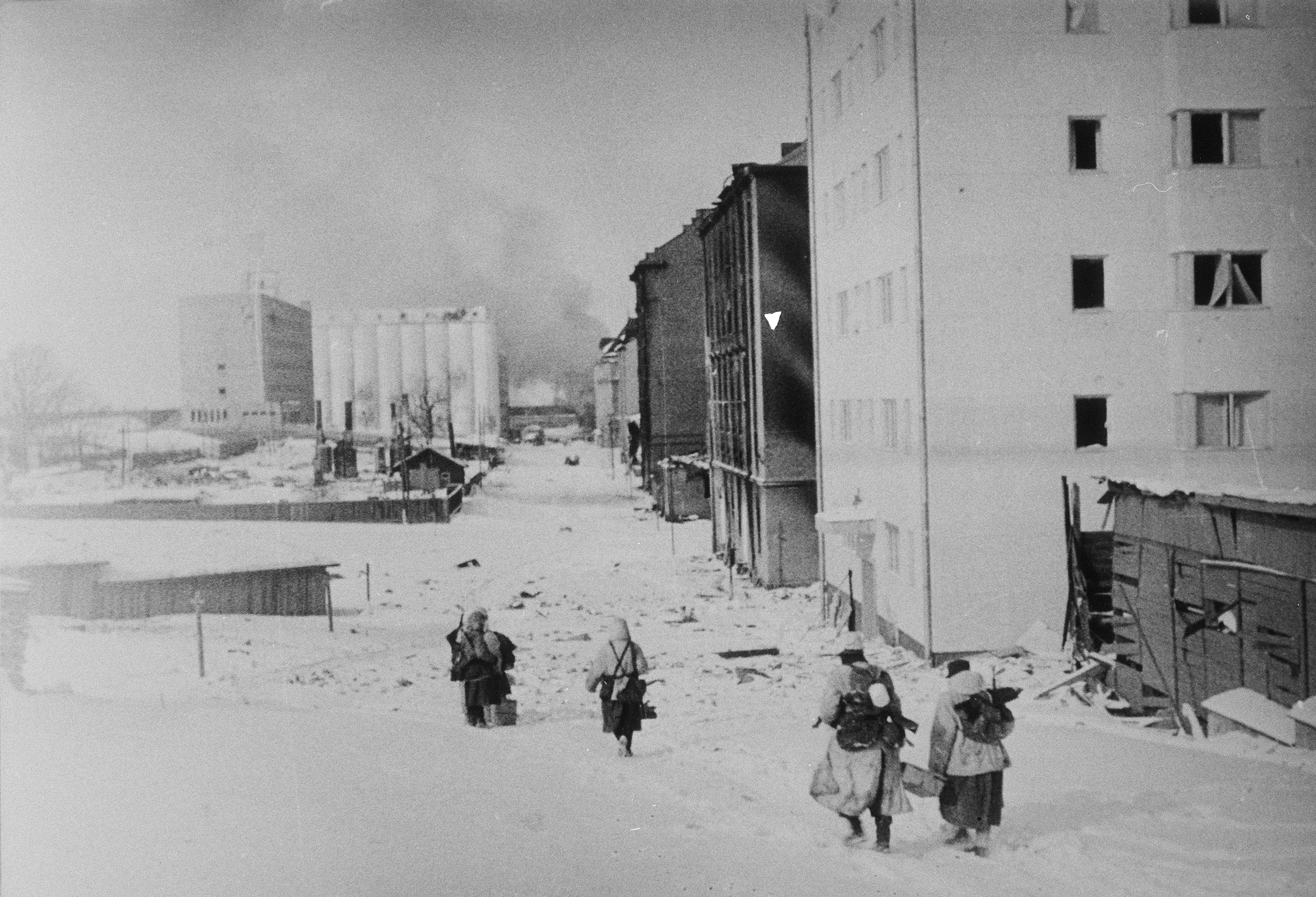
Le 13 mars 1940, à 11 h 45. Les soldats finlandais de Viipuri se replient vers la ligne de démarcation.

La période de paix prit fin en 1939 avec le début de la guerre soviéto-finlandaise (guerre d'Hiver). Les premières alertes de raids aériens sur la ville retentirent le 30 novembre 1939 à 9 h, et le premier bombardier survola la ville à 9 h 15. Les banlieues orientales comme Kelkkala, la gare de triage de Maaskola et les environs de l'hôpital furent touchés, et des bâtiments prirent feu.
Le 11 février 1940, après avoir enfoncé la ligne Mannerheim à partir du 1er février, l'Armée rouge s'approcha de la zone fortifiée de Viipuri, où se situe la 3e division de Paalu. Depuis 1925, les troupes de la zone fortifiée de Viipuri étaient commandées par le lieutenant-général Harald Öhquist, avec déjà une importante expérience,.
Carl Gustaf Emil Mannerheim, face au franchissement de la ligne, demanda au premier ministre finnois de négocier un armistice. Mais le 2 mars, alors que les négociations de paix étaient déjà en cours à Moscou, la 7e armée de l'Armée rouge lança une attaque sur la ville. Les chars soviétiques furent aidés dans leur mouvement par la glace sur les eaux du golfe de Finlande, qui était lors de cet hiver rigoureux particulièrement épaisse, permettant de contourner la ville par l'ouest et de couper la route de Viipuri à Helsinki. La prise de la ville serait symbolique, la ville ayant une importance militaire faible.
Le 11 mars, Erik Heinrichs autorise donne la permission de se retirer la ville, mais Mannerheim annule cet ordre, voulant que la ville soit défendu pour au moins encore une journée. L'assaut eut lieu depuis le nord, et le 13 mars, la 7e armée avança frontalement vers le centre-ville depuis la gare et le mont Batareïnaïa, prenant la ville,. La paix le 13 mars permet à l'armée finlandaise de se retirer dans le calme, alors que les soviétiques avancent dans la ville.
La paix fut signée lors du traité de Moscou le 12 mars 1940 (cessez-le feu le 13 mars à 11 h heure de Finlande), et la Finlande fut contrainte de céder à l'Union soviétique un dixième de son territoire, dont Viipuri, capitale historique de Carélie, et plus largement l'isthme carélien, les rives septentrionales du Ladoga et la péninsule de Hanko,,,. La ville est en ruines, tandis que l'armée finlandaise est fatiguée et paniquée. Pour la Finlande, la perte de la ville signifie la perte d'un port important et d'une région productive.

#### Joug soviétique
Le 13 mars, dans l'après-midi, en présence du lieutenant-général Öhquist et après avoir observé toutes les cérémonies militaires, le drapeau finlandais a été descendu de la tour Saint-Olaf dans la cour du château de Vyborg. Les unités finlandaises ont quitté la ville fantôme le matin du 14 mars. La population finlandaise de la ville a été complètement évacuée vers la Finlande.Le 31 mars 1940, la loi de l'URSS sur le transfert de la plupart des territoires reçus de Finlande à la RSS carélo-finnoise a été adoptée. Dans le cadre de cette république, le 9 juillet 1940, Vyborg fut désignée comme le centre du raïon de Vyborg.
Selon une campagne spéciale, la ville a commencé à être peuplée de colons soviétiques et, en moins d'un mois, le nombre de personnes souhaitant le faire dépassait les possibilités. La restauration de l'industrie dans les entreprises détruites était activement en cours, les établissements culturels et éducatifs ont été rouverts. Mais à l’été 1941, la guerre revint à Vyborg.

#### Guerre de continuation

##### Reprise de la ville

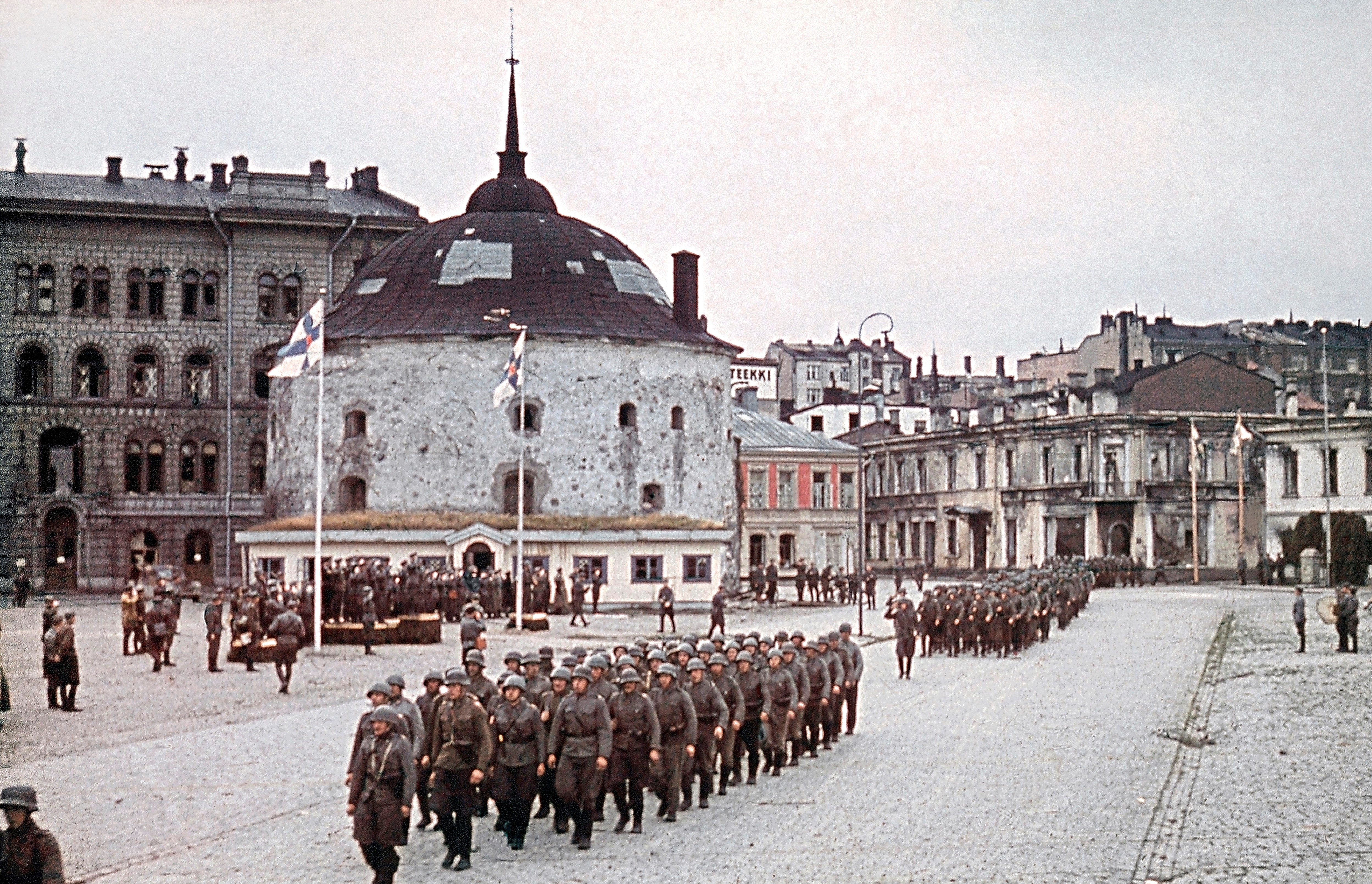
Soldats finlandais du IVe Corps en parade célébrant la conquête de Vyborg à côté de la Tour Ronde le 31 août 1941.

La guerre de Continuation commença le 25 juin 1941, et l'armée finlandaise commence alors à se mobiliser. Début août, l'invasion finlandaise de l'isthme de Carélie commence, avec pour objectif de reprendre Viipuri, et de chasser les soviétiques de l'isthme de Carélie. Le 24 août, après s'être emparé les jours précédents de la rive du nord du Ladoga et de Käkisalmi, le IIe corps d'armée passe à travers la baie de Viipuri, coupant la route Viipuri-Léningrad, reproduisant alors la stratégie des soviétiques en mars 1940.
Face à l'invasion, les troupes soviétiques reçoivent l'ordre de se retirer, mais ils se retrouvent encerclés à Porlampi et Somme. Néanmoins, comme les Finlandais n'ont pas assez de soldats pour réduire la poche, sachant que les Soviétiques se défendent de manière acharnée, les Soviétiques arrivent à fuir par petits groupes en passant par les îles de Koivisto. Néanmoins, ils doivent abandonner leur matériel lourd. Les Finlandais reprennent Viipuri les 29 et 30 août, et ces derniers organisent une parade militaire dans la ville déserte et partiellement en ruines. L'armée finlandaise s'avance ensuite vers Koivisto après la victoire de Porlampi et la fuite des Soviétiques, capturant le port de Koivisto le 2 septembre. L'armée finlandaise déclina la proposition allemande d'attaquer Léningrad et l'offensive prit fin le 5 septembre. Les opéations de l'armée finlandaise vers Viipuri firent 9 000 prisonniers, ce qui entraîna la création de camps.

##### Semblant de vie normale
Une partie des habitants qui avaient évacuée la Carélie, dont Viipuri, à l'hiver 1940 regagne alors leurs habitations. Les habitants espèrent un retour à la vie normale, et entre juin 1942 et juin 1944, le front finlandais est très calme, ce qui fait que les soldats sont autorisés à vaquer à leurs occupations. À Viipuri, les habitants reprennent leurs activités, la majorité du temps des commerces ou des restaurants, qui sont fréquentés en grande partie par des militaires. L'aspect de la ville reste néanmoins en ruines, quasi déserte, occupé principalement par les militaires et leurs matériels.
De 1941 à 1944, l'un des plus grands camps de concentration finlandais, le camp de prisonniers de guerre no 6, fut installé à Vyborg. Les limites du camp no 6 s'étendaient de l'intersection des rues actuelles Ostrovnaïa et Batalionnaïa (en face du centre commercial Caroussel) et jusqu'à la rive de la baie de Saunalahti, le territoire adjacent au village de Severny. Le camp 6 comptait plusieurs « sous-camps ». Le plus grand d'entre eux, Tienhaara, était situé sur le territoire du microdistrict moderne de Kalinine de Vyborg, près de la gare de Prigorodnaïa,.

##### Nouvelle conquête en juin 1944

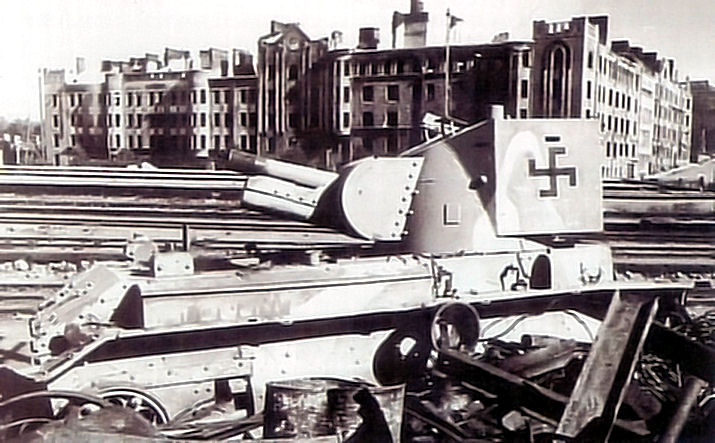
Char de la division blindée finlandaise à Viipuri lors de la chute de la ville en juin.

Après le retrait de l'armée finlandaise de l'isthme de Carélie en 1944 face à l'offensive des troupes soviétiques à Vyborg, les citoyens finlandais furent de nouveau évacués vers l'intérieur de la Finlande. À l'origine, le commandement soviétique prévoyait de bombarder la ville et de la raser les 9 et 10 juin 1944. Mais ce plan fut annulé à cause du mauvais temps : la visibilité était nulle. Viipuri fut prise le 20 juin 1944, et cette prise extrêmement rapide constitua un choc psychologique grave pour les Finlandais, ces derniers tenant responsable le colonel Armas Kemppi, commandant de la 20e brigade chargée de défendre la ville. Ce dernier était arrivée la veille, et dès le matin du 20, la brigade est sous le feu de l'intense artillerie soviétique et des chars d'assaut. Au milieu de la journée, des rumeurs circulent parmi les troupes finlandaises, où beaucoup pensent que la ligne de défense doit être abandonnée.

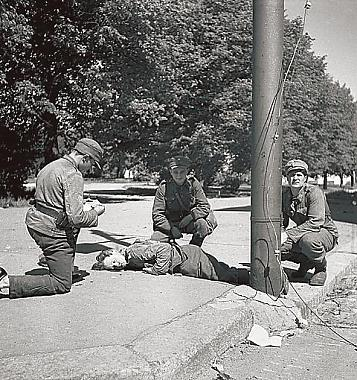
Médecins finlandais prodiguant les premiers soins à un soldat blessé au combat lors de la bataille de la baie de Vyborg.

Vers 14 h, alors que les abandons se multiplient, la ligne s'effondre, et les troupes fuient vers le nord. Kemppi demande à pouvoir se retirer de la ville, mais il se voit refuser de manière nette. Néanmoins deux heures plus tard, son poste de commandement, situé dans les coffres d'une banque du centre-ville est sous le feu, et il doit faire retraite. Le nombre peu élevé de pertes, avec seulement 19 soldats finlandais morts sur les 5 000 hommes de la 20e brigade, montre que la chute de la ville vient d’un mouvement de panique extrêmement rapide au sein des troupes finlandaises, et non des mauvaises décisions du colonel Kemppi. Ce dernier est alors démis de son commandemment et après la fin de la guerre, il sera jugé pour avoir échoué à la défense de la ville,.
Lors de la chute, sur ordre du colonel Armas Kemppi, le drapeau finlandais fut enlevé par le sous-lieutenant Elis Mäkinen de la tour Saint-Olaf et des unités de la 21e armée soviétique du front de Léningrad, commandées par le maréchal Leonid Govorov, entrèrent à Vyborg, sans faire de destruction,.
Par la suite, la bataille de la baie de Vyborg eut lieu du 30 juin au 10 juillet 1944 dans la baie de Vyborg. Les troupes soviétiques captuèrent lors de cette bataille une partie des îles de la baie de Vyborg, mais ne purent pas établir de tête de pont dans la région et n'ont pas pu avancer vers la côte nord de la baie. Plus tard, après que les Finlandais eurent remporté des victoires stratégiques à Tali-Ihantala et Äyräpää-Vuosalmi, le front soviétique de Léningrad arrêta son offensive,,,.

### Période soviétique (1944-1991)

#### Années 1940 et 1950
Pour la Finlande, les termes de l'armistice de Moscou sont lourds : le pays doit céder le Petsamo, la carélie du Ladoga et l'isthme de Carélie, dont Viipuri, à l'Union soviétique. La Seconde Guerre mondiale a causé d'énormes dégâts à la ville : des entreprises industrielles, plus de cinq cents bâtiments résidentiels, des institutions culturelles, éducatives et médicales ont été détruits et incendiés, des services municipaux ont été détruits et d'énormes dégâts ont été causés sur les lignes ferroviaires. Néanmoins, dès l'été 1944, une restauration intensive de la ville de Vyborg commença. Par décret gouvernemental, Vyborg a été classée parmi les quinze villes à restaurer en premier, avec 3 130 000 roubles alloués à la reconstruction de la ville. Ainsi en 1948, les conséquences de la guerre avaient été largement effacées. Des milliers d'immigrants en provenance des républiques de l'URSS viennent à Vyborg, la ville devient un centre industriel important. En novembre 1944, la ville et d'autres territoires de l'isthme de Carélie ont été transférés de la République socialiste soviétique carélo-finnoise à l'oblast de Léningrad de la RSFSR,,,.
En 1947, un nouveau plan de développement de la ville fut élaboré par des architectes de Léningrad, prévoyant la restauration des bâtiments anciens et la construction de nouveaux à la place de ceux détruits pendant la guerre, principalement dans le centre historique de la ville,. À l'automne 1948, l'isthme de Carélie fut renommé massivement : toutes les rues et tous les quartiers de Vyborg reçurent de nouveaux noms russes, le plus souvent sans aucune justification historique. Tout ce qui pouvait ressembler au passé international de la ville était exclu. À la fin des années 1940 et au début des années 1950, de nouvelles entreprises ouvrent leurs portes : une usine de construction navale (1948), qui deviendra plus tard la principale entreprise de la ville, l'usine d'outils électriques (1947), une usine d'acide citrique (1948), ou encore une usine de poisson.
Depuis la fin des années 1950, Vyborg assisté à une augmentation constante du nombre de touristes venant de la Finlande à Vyborg.

#### Des années 1960 aux années 1980

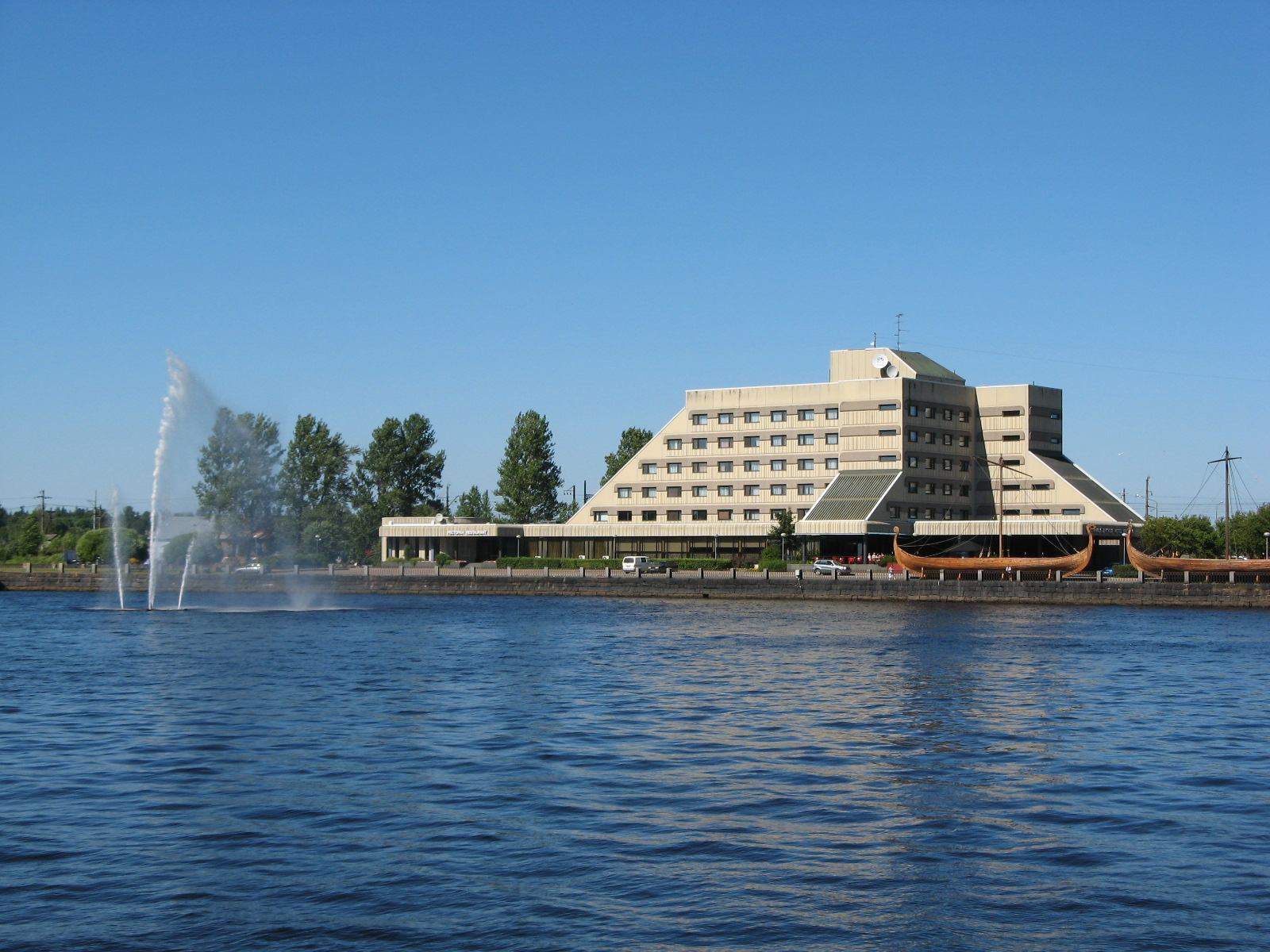
Hôtel soviétique Droujba.

Dans les années 1960, la construction de logements s'était étendue à la zone située à l'est du mont Batareïnaïa, auparavant construite principalement avec des bâtiments de faible hauteur, dont une grande partie a été détruite pendant la guerre. La construction s'est déroulée selon les conceptions standard des bâtiments résidentiels et publics, la ville a acquis un aspect « soviétique », caractéristique de la plupart des nouveaux quartiers des villes de l'URSS. La structure des transports évolue : le tramway, fermé en 1957, est remplacé par un bus, et les locomotives diesel sont remplacées par des trains électriques en 1969 avec l'électrification de la ligne vers Saint-Pétersbourg. Auparavant principal moteur de l'économie de Vyborg, le canal de Saimaa n'a récouvert qu'en 1968. L'ouverture du canal permis l'arrivée de touristes en croisières de Finlande. En 1970, la population de Vyborg atteignait 65 000 personnes, ce qui était encore en dessous du niveau d'avant-guerre.
En 1960, un musée d'histoire locale a ouvert ses portes. Durant cette période, le président du comité exécutif de la ville était Piotr Ladanov, qui a reçu le titre de citoyen d'honneur de Vyborg pour sa grande contribution à la restauration et à l'amélioration de la ville. Depuis les années 1970, des fouilles archéologiques actives ont commencé dans la ville. En 1982, le Théâtre dramatique et de marionnettes de l'oblast de Léningrad « Sainte Forteresse » a été fondé à Vyborg.
En 1988, le gouvernement de la RSFSR décide d'organiser le musée-réserve du parc de Monrepos. Au cours de l'été de la même année, un colloque de sculpture a eu lieu dans la ville, qui a abouti à l'apparition du Jardin des Sculptures.

### Période de la fédération de Russie (depuis 1991)

#### Entre crise et essor (1990-2010)
La période de la perestroïka marque une nouvelle ère pour la ville : la frontière avec la Finlande s'est ouverte, le commerce transfrontalier est devenu une nouvelle source de revenus pour les résidents. Dans les années 1990, une grande partie des entreprises de la ville ont cessé leurs activités en raison de faillites, mais en même temps, de nombreuses nouvelles entreprises et investissements étrangers ont ouvert leurs portes. Vyborg se développe en tant que centre touristique, et des infrastructures touristiques ouvrent : plusieurs dizaines d'agences de voyages, d'hôtels et de nombreux restaurants. En 1996, la population de la ville a atteint son maximum officiellement enregistré de 81 200 personnes.
En août 1993, des célébrations dédiées au 700e anniversaire de la fondation de la ville ont eu lieu à Vyborg. En décembre de la même année, le premier festival de cinéma « Fenêtre sur l'Europe » a eu lieu,, dont l'un des initiateurs était Stanislav Rostotski, qui avai reçu le titre de citoyen d'honneur de Vyborg. En 1999, la bibliothèque municipale de Viipuri d'Alvar Aalto a été inscrite par l'UNESCO sur la liste des « 100 monuments de la culture mondiale qui nécessiteront une attention particulière en 2000 ».
La ville souffre néanmoins de la vétusté du bâti, ce qui a été l'une des raisons de l'effondrement d'un immeuble résidentiel au 11 de la rue Jeleznodorojnaïa le 9 octobre 2006, sous les décombres duquel sept personnes ont été retrouvées mortes,.
En 2007, selon les résultats du concours panrusse « La ville la plus confortable de Russie », Vyborg a pris la deuxième place parmi les villes de moins de 100 000 habitants.

#### Depuis les années 2010

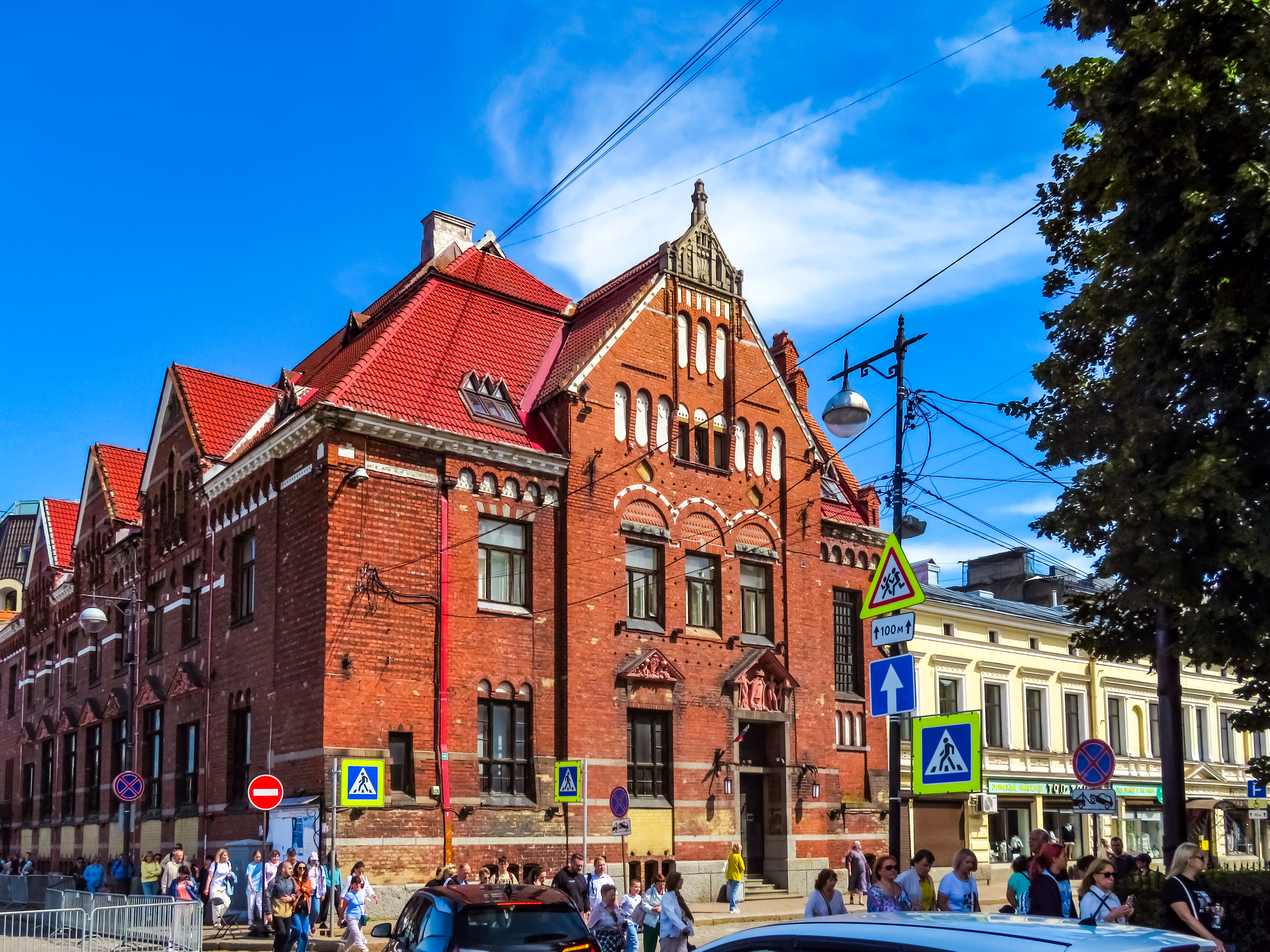
Ancienne banque finlandaise sur la place du marché en 2023.

Le 25 mars 2010, par décret du président de la fédération de Russie Dmitri Medvedev, Vyborg a reçu le titre honorifique de la fédération de Russie « Ville de gloire militaire ». En octobre 2011, le village de Svetloïe a été intégré dans la ville de Vyborg,.
Dans le cadre du renouvellement urbain, de nouveaux monuments apparaissent dans la ville. Ainsi, le 19 juin 2010, un monument à Fiodor Apraksine a été érigé sur la place de Pierre le Grand. En mai 2013, une fontaine rénovée avec une sculpture d'ours a été inaugurée dans la ville en face de l'église Pierre-et-Paul. Le monument au tramway de Vyborg, inauguré le 3 août 2018, est également devenu une attraction populaire.
Depuis l'invasion de l'Ukraine par la Russie en février 2022, la frontière russo-finlandaise est fermée, ce qui signifie pour la ville la perte du train à grande vitesse Allegro pour Helsinki, l'arrêt du commerce transfrontalier et l'arrêt des touristes venus de Finlande ou d'autres pays occidentaux.

## Politique et administration

### Statut administratif
Vyborg est depuis 2004 une entité municipale du raïon de Vyborg de l'oblast de Léningrad. Son nom officiel est la formation municipale « Ville de Vyborg du raïon de Vyborg de l'oblast de Léningrad », le nom abrégé est l'entité municipale « Ville de Vyborg »,,. La ville est aussi le siège du raïon de Vyborg, une des dix-sept subdivisions de l'oblast de Léningrad,.
Auparavant, entre août 1961 et février 1963, Vyborg étaut une ville du subordination régionale.
| Période                                  | Période                       | Identité                     | Étiquette   | Qualité      |
| ---------------------------------------- | ----------------------------- | ---------------------------- | ----------- | ------------ |
|                                          |                               |                              |             |              |
| 23 mai 2017                              | En cours (au 24 février 2024) | Dmitri Iourievitch Nikouline | Russie unie | Entrepreneur |
| Les données manquantes sont à compléter. |                               |                              |             |              |

### Jumelages
Vyborg est jumelée avec les villes suivantes :
| Ville | Ville         | Pays | Pays        |
| ----- | ------------- | ---- | ----------- |
|       | Bodø (en)     |      | Norvège     |
|       | Changzhou     |      | Chine       |
|       | Greifswald    |      | Allemagne   |
|       | Hamina        |      | Finlande    |
|       | Imatra        |      | Finlande    |
|       | Jiaxing       |      | Chine       |
|       | Lappeenranta  |      | Finlande    |
|       | Ramla         |      | Israël      |
|       | Rechitsa (en) |      | Russie      |
|       | Stirling      |      | Royaume-Uni |

### Divisions administratives

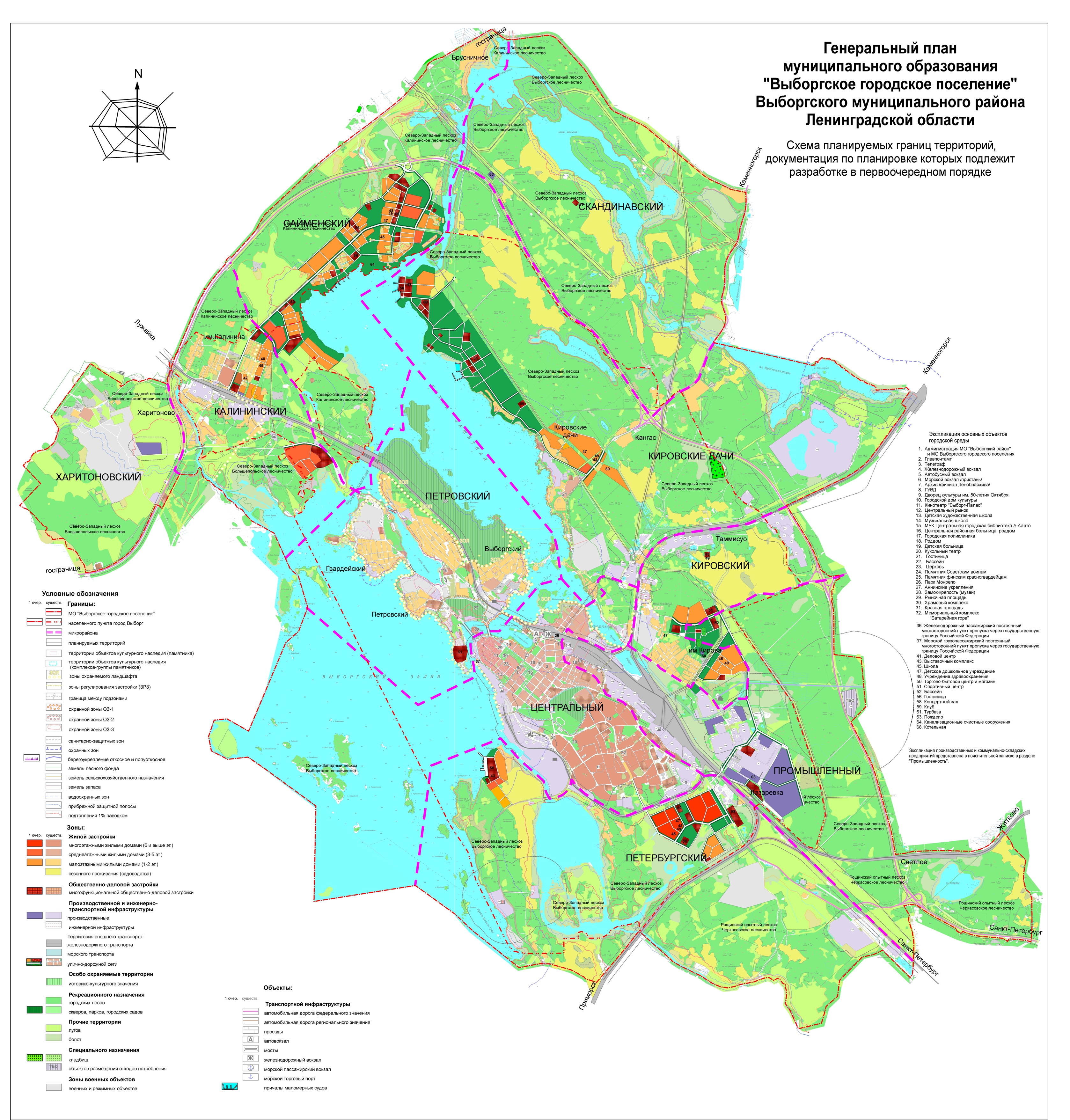
Carte des microdistricts de Vyborg.

Depuis le 15 octobre 2008, la ville est divisée en dix microquartiers :
1. Kalininski ;
2. Kirovskié Datchi ;
3. Kirovski ;
4. Petrovski ;
5. Pétersbourg ;
6. Promychlenny ;
7. Saïmenski ;
8. Skandinavski ;
9. Kharitonovsky ;
10. Tsentralny.

## Population et société

### Démographie

#### Histoire démographique
Selon le recensement russe de la population de 2021, au1er octobre 2021, en termes de population, la ville occupait la 225e place sur 1 120 villes de la fédération de Russie. Après avoir obtenu le statut de ville en 1403, Vyborg s'est développée comme un grand centre commercial. La ville comptait un nombre croissant d'immigrés fortunés venus de villes hanséatiques. Sous l'influence de ce fait, à partir du XVIe siècle, les coutumes allemandes ont commencé à prédominer dans la vie des citadins, qui ont persisté jusqu'au milieu du XIXe siècle, même si les Allemands ne constituaient pas la plus grande diaspora de la ville. Par exemple, en 1812, 2 893 personnes vivaient à Vyborg, il y avait 362 Allemands, pour la plupart des marchands, 412 Suédois, 846 Russes, 1 273 Finlandais. Depuis la prise de Vyborg par les troupes russes en 1710, une partie importante de la population de la ville était constituée de garnison militaire (plus de 6 % en 1900). À la fin du XIXe siècle, la grande majorité de la population de la ville était finnoise, mais la ville comptait la plus grande part de Russes dans la Finlande pré-révolutionnaire.
En 1939, Vyborg était la deuxième ville la plus peuplée de Finlande (74 400 habitants). Pendant la guerre soviéto-finlandaise de 1939-1940, toute la population de la ville fut évacuée vers les régions centrales de la Finlande. C'est alors que la partie orientale de la Carélie finlandaise, avec Vyborg, passa à l'URSS et fut peuplée de familles de différentes régions soviétiques. En 1941, après l'offensive de l'armée finlandaise, Vyborg repasse sous la juridiction finlandaise et les colons soviétiques furent évacués vers Léningrad. Certains des résidents finlandais évacués retournent à Vyborg, mais leurs projets de restauration de la ville en tant que partie intégrante de la Finlande ne se réalisent pas. En 1944, après une opération offensive sur l'isthme de Carélie, Vyborg fut réoccupée par les troupes soviétiques et l'URSS reprit sa russification.
Structure de la population par groupe d'âge selon le recensement de 2021 :
- Population pas encore en âge de travailler : 11 371 personnes, soit 15,7 % de la population ;
- Population en âge de travailler : 40 353 personnes, soit 55,6 % de la population ;
- Population ayant passé l'âge de travailler : 20 806 personnes, soit 29 % de la population.

#### Répartition par sexe et par âge
La population de la commune est dans la moyenne, et semblable à l'ensemble de l'oblast. Selon le recensement de 2021, le taux de personnes d'un âge inférieur à 30 ans s'élève à 28,3 %, soit un taux légèrement inférieur à la moyenne de l'oblast (28,4 %). Le taux de personnes d'un âge supérieur à 60 ans (27,2 %) est légèrement inférieur au taux de l'oblast (24,4 %). L'âge moyen est de 43,2 ans, avec celui des hommes, qui est de 40 ans (lui de l'oblast est de 39,7 ans), en-dessous de celui des femmes, qui est lui de 45,7 ans (lui de l'oblast est de 44,5 ans).
En 2021, la ville comptait 32 483 hommes pour 40 047 femmes, soit un taux de 55,21 % de femmes, chiffre inférieur au taux de l'oblast (55,3 %).
Les pyramides des âges de la ville et de l'oblast en % et en nombre d'individus de la ville s'établissent comme suit :
| Hommes | Classe d’âge | Femmes |
| ------ | ------------ | ------ |
| 0,6    | 85 et +      | 2,4    |
| 3,2    | 75-84        | 6,5    |
| 17,1   | 60-74        | 23,3   |
| 21     | 45-59        | 19,9   |
| 26,3   | 30-44        | 22,5   |
| 15     | 15-29        | 12,5   |
| 16,8   | 0-14         | 12,9   |

| Hommes | Classe d’âge | Femmes |
| ------ | ------------ | ------ |
| 0,5    | 85 et +      | 2      |
| 2,5    | 75-84        | 5,6    |
| 16     | 60-74        | 21,4   |
| 20,4   | 45-59        | 19,8   |
| 29,2   | 30-44        | 25,3   |
| 17,1   | 15-29        | 13,9   |
| 14,3   | 0-14         | 12     |

| Hommes | Classe d’âge | Femmes |
| ------ | ------------ | ------ |
| 214    | 85 et +      | 951    |
| 1 034  | 75-84        | 2 604  |
| 5 568  | 60-74        | 7 328  |
| 6 817  | 45-59        | 7 984  |
| 8 525  | 30-44        | 8 984  |
| 4 854  | 15-29        | 5 014  |
| 5 471  | 0-14         | 5 182  |

#### Évolution démographique
L'évolution démographie de Vyborg est indiquée par les recensements (*) ou estimations de la population,,, :
| 1640   | 1721   | 1815  | 1840  | 1850  | 1860  | 1870   |
| ------ | ------ | ----- | ----- | ----- | ----- | ------ |
| ≈ 3500 | ≈ 1400 | 2 746 | 4 737 | 8 618 | 5 421 | 10 619 |

| 1880   | 1890   | 1900   | 1910   | 1920   | 1930   | 1939   |
| ------ | ------ | ------ | ------ | ------ | ------ | ------ |
| 14 055 | 20 763 | 32 312 | 27 508 | 30 071 | 55 750 | 74 403 |

| 1959*  | 1970*  | 1979*  | 1989*  | 2002*  | 2010*  | 2012   |
| ------ | ------ | ------ | ------ | ------ | ------ | ------ |
| 51 088 | 65 188 | 75 573 | 80 924 | 79 224 | 79 962 | 80 653 |

| 2013   | 2014   | 2016   | 2018   | 2019   | 2020   | 2021*  |
| ------ | ------ | ------ | ------ | ------ | ------ | ------ |
| 80 896 | 80 265 | 79 350 | 77 400 | 76 389 | 75 355 | 72 530 |

| 2023   | - | - | - | - | - | - |
| ------ | - | - | - | - | - | - |
| 71 772 | - | - | - | - | - | - |

### Composition ethnique
La ville de Vyborg est principalement peuplée de Russes du point de vue ethnique d'après Rosstat. Selon le recensement de 2021, en prenant bien en compte ceux n'ayant pas répondu à la question sur l'ethnie (volontairement ou non), le pourcentage de Russes est de 82,4 %, et ils étaient 59 763 individus. Les ethnies suivantes sont les Ukrainiens avec 565 individus, soit 0,78 % de la population totale. Viennent ensuite les Biélorusses en troisième position avec 299 personnes (0,41 %) et les Tatars en quatrième position avec 285 personnes. 60 personnes dans la ville ont indiqué qu'elles n'avaient pas d'ethnie, tandis que 8 905 personnes n'ont pas répondu à la question sur l'ethnie.
Les groupes ethniques les plus nombreux tels que relevés par les recensements de 1812 à 2002 sont:
| Sous l'Empire russe | Sous l'Empire russe | Sous l'Empire russe | Sous l'Empire russe | Sous l'Empire russe | Sous l'Empire russe | Sous l'Empire russe | Sous l'Empire russe | Sous l'Empire russe | Sous l'Empire russe | Sous l'Empire russe |
| Année               | taux                | Finnois             | Allemands           | Allemands           | Suédois             | Suédois             | Russes              | Russes              | autres              | Total               |
| ------------------- | ------------------- | ------------------- | ------------------- | ------------------- | ------------------- | ------------------- | ------------------- | ------------------- | ------------------- | ------------------- |
| 1812                | %                   | 43,9                | 12,5                | 12,5                | 14,2                | 14,2                | 29,20               | 29,20               | 0,2                 | 2900                |
| 1870                | %                   | 51,2                | 4,5                 | 4,5                 | 16,9                | 16,9                | 24,25               | 24,25               | 3,15                | 13466               |
| 1912                | %                   | 81,3                | 0,7                 | 0,7                 | 10,7                | 10,7                | 6,50                | 6,50                | 0,8                 | 48846               |
| Depuis 1959,        |                     |                     |                     |                     |                     |                     |                     |                     |                     |                     |
| Année               | nombre Taux         | Russes              | Ukrainiens          | Biélorusses         | Tatars              | Azéris              | Juifs               | Tchouvaches         | autres              | Total               |
| 1959                | nombre              | 47063               | 1602                | 943                 | 165                 | ...                 | 587                 | ...                 | 728                 | 51088               |
| 1959                | %                   | 92,1                | 3,1                 | 1,8                 | 0,3                 | ...                 | 1,1                 | ...                 | 1,4                 | 100                 |
| 1989                | nombre              | 73607               | 2883                | 1664                | 378                 | 128                 | 304                 | 139                 | 1671                | 80774               |
| 1989                | %                   | 91,1                | 3,6                 | 2,1                 | 0,5                 | 0,2                 | 0,4                 | 0,2                 | 2,1                 | 100                 |
| 2002                | nombre              | 71476               | 1879                | 1055                | 408                 | 155                 | 125                 | 101                 | 4025                | 79224               |
| 2002                | %                   | 90,2                | 2,4                 | 1,3                 | 0,5                 | 0,2                 | 0,2                 | 0,1                 | 5,1                 | 100                 |

| Résultats du recensement de 2021 | Résultats du recensement de 2021 | Résultats du recensement de 2021 |
| Ethnie                           | Nombre de personnes              | %                                |
| -------------------------------- | -------------------------------- | -------------------------------- |
| Russes                           | 59 763                           | 82,4                             |
| Ukrainiens                       | 565                              | 0,78                             |
| Biélorusses                      | 299                              | 0,41                             |
| Tatars                           | 285                              | 0,39                             |
| Arméniens                        | 221                              | 0,3                              |
| Azéris                           | 148                              | 0,2                              |
| Ouzbeks                          | 127                              | 0,18                             |
| Autres                           | 11 122                           | 15,33                            |
| Total                            | 72 530                           | 100                              |

### Éducation

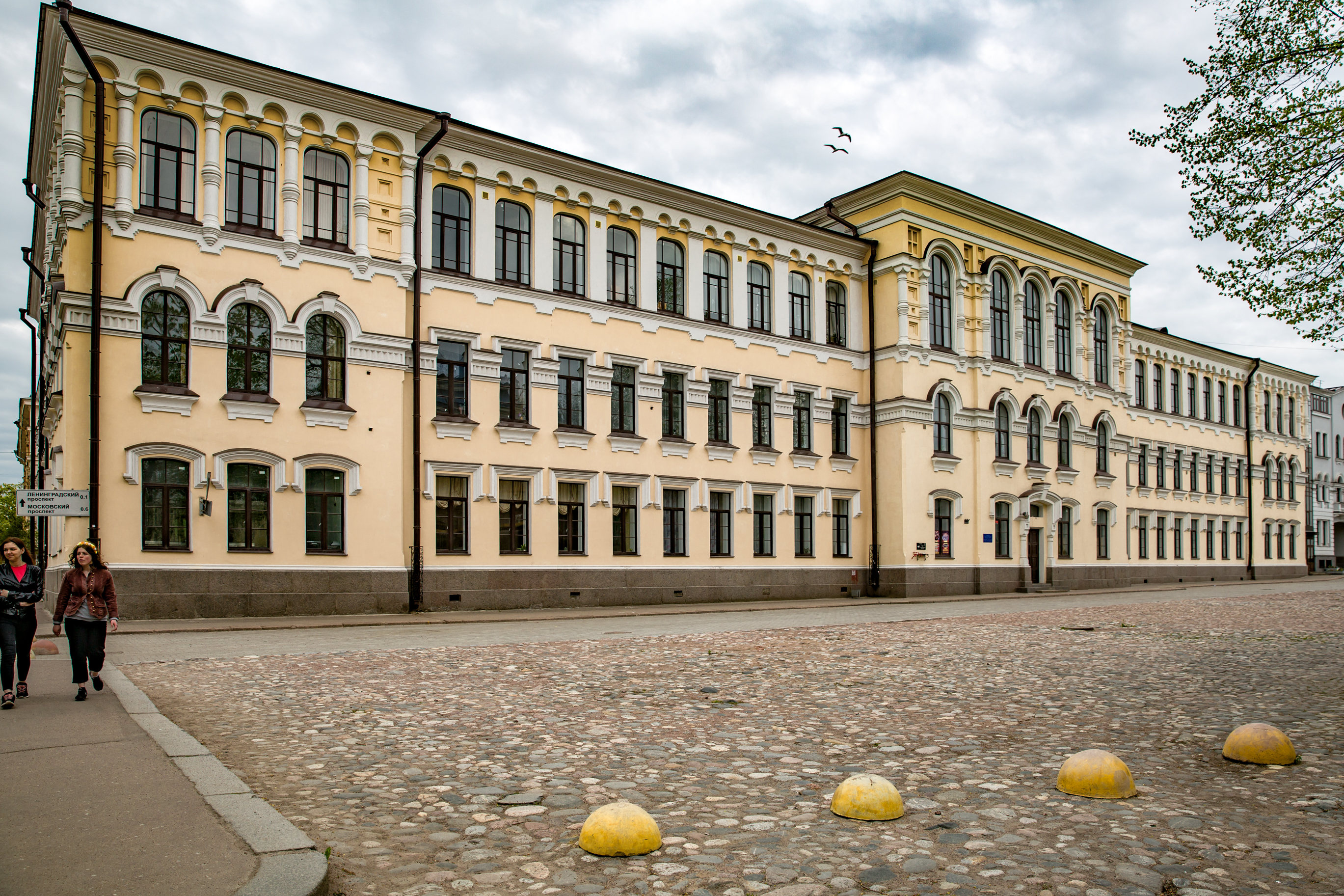
Bâtiment du Collège Polytechnique Alexandre sur la place de la Cathédrale.

La ville compte 5 bibliothèques, qui ont été visitées en 2019 par 401 208 personnes. Elles possèdent en tout 407 142 biens dans leurs fonds.
Il y a aussi 806 places dans les jardins d'enfants de la ville.
Il existe en 2017 trois établissements d'enseignement secondaire professionnel :
- Collège polytechnique de Vyborg Alexandrovski qui est spécialisée dans la réparation navale, l'électricité et la construction ;
- Collège du complexe agro-industriel et forestier de Vyborg, spécialisée dans l'agriculture et l'exploitation forestière ;
- Collège médical de Vyborg.

L'enseignement supérieur de la ville est représenté en 2017 par 5 établissements :
- École technique de l'aviation civile de Vyborg, du nom du maréchal Zhavoronkov (branche de l'Université d'État de l'aviation civile de Saint-Pétersbourg) ;
- L'Institut Vyborg (branche) et l'Institut de sécurité économique de l'Université d'État de Léningrad Alexandre Pouchkine ;
- Branche de l'Académie russe d'économie nationale et d'administration publique auprès du Président de la Fédération de Russie ;
- Branche de l'Université pédagogique d'État de Russie Alexandre Herzen.

Vyborg possède ses propres archives, qui servent aussi d'Archives pour l'oblast.

### Santé
À Vyborg, six établissements de santé municipaux et un hôpital régional fonctionnent :
- Clinique municipale de Vyborg ;
- Hôpital municipal de Vyborg ;
- Hôpital municipal pour enfants de Vyborg (avec clinique) ;
- Maternité de Vyborg ;
- Cabinet dentaire ;
- Station d'ambulance de Vyborg ;
- Hôpital régional de tuberculose.

Il existe également un hôpital et une clinique à la gare de Vyborg et un hôpital militaire avec une branche.
En 2009, hôpitaux de Vyborg disposent de 835 lits (dont 505 dans les institutions municipales) et la capacité des cliniques externes est de 2 395 lits. Le système de santé de la ville emploie 325 médecins (dont 270 dans les établissements communaux), 812 personnels paramédicaux (dont 666 dans les établissements communaux). Le titre de citoyen d'honneur de Vyborg a été décerné à A.V. Sidorova, qui a travaillé comme médecin à Vyborg pendant plusieurs décennies. La ville dispose d'un réseau de pharmacies municipales, ainsi que de pharmacies appartenant à des propriétaires privés. Au 1er janvier 2010, 33 pharmacies fonctionnaient.

### Crime
À Vyborg, le nombre de délits et leur détection augmentent. Selon les statistiques, un crime sur dix est commis en état d'ébriété. Dans les années 1990 et 2000, la criminalité a prospéré à Vyborg ; les groupes du crime organisé ont littéralement divisé Vyborg. Plusieurs tentatives de prises de contrôle par des raideurs ont été enregistrées[pas clair].
À l'heure actuelle, seules les infractions particulièrement graves connaissent une tendance négative. Parmi les derniers incidents, le plus important est la collision d'un bus avec un train à Glebychev. Très souvent, des accidents mortels se produisent sur la route de Scandinavie, c'est pourquoi on la surnomme « la route de la mort ».

### Sports
L'équipe de football du club Viipurin Sudeten est devenue championne de Finlande en 1940, et l'équipe de bandy du même club a remporté le championnat finlandais 14 fois.
Le 18 juin 1922, dans le quartier de Papula, le premier stade de Vyborg fut inauguré, répondant aux exigences les plus modernes de l'époque, accueillant toujours des compétitions sportives et portant désormais le nom de « Lokomotiv ». Dans ce stade, l'athlète finlandais Paavo Nurmi, surnommé le « Finlandais volant », a réalisé un temps dépassant le record européen d'alors.
Le stade principal de la ville est depuis de nombreuses années le stade Avangard, situé près du mont Batareïnaïa. Il a été construit en 1931-1936, restauré après la destruction de 1941-1944, et constitue aujourd'hui la base principale du club sportif de Vyborg Favorit. Le stade accueille des compétitions d'athlétisme et de pesäpallo, et l'équipe de football Favorit accueille ici ses rivaux dans le championnat de l'oblast de Léningrad.
Le cyclisme a une longue histoire. Les carrières de nombreux cyclistes célèbres (Evgueni Berzin, Aleksandr Vlasov, Viatcheslav Ekimov, Alexander Serov, Dmitri Strakhov, etc.) ont commencé à Vyborg.
La voile et le modélisme aéronautique se développent également dans la ville.
En 2009, il y avait 97 installations sportives à Vyborg :
- quatre stades (Avangard, Lokomotiv, Aviator, Vodnik) ;
- 28 salles de sport ;
- 36 installations sportives plates ;
- 1 piscine ;
- deux stations de ski ;
- sept champs de tir

### Clubs
La ville compte 93 groupes d'amateurs de pratiques artistiques et 26 associations et clubs artistiques. Parmi les clubs et associations se trouvent trois institutions culturel de la ville : le Centre culturel et de loisirs ; le centre polyartsique pour enfants et le complexe ethnocuturel Veresk.

## Économie
Actuellement, Vyborg est un centre industriel majeur de l'oblast de Léningrad. La ville abrite plusieurs grandes entreprises. Le rôle des petites entreprises est important, employant 47 % de la population économiquement active.
Les principales entreprises de la ville sont :
- OAO Kverner-Vyborg Verf (ОАО Квернер-Выборг Верфь) : construction navale. Chantier ouvert en 1947, 1 500 salariés[220] ;
- ZAO Vyborgski TsBK (ЗАО Выборгский ЦБК) : films polymères, papier, etc.

### Revenus
Les salaires nominaux mensuels moyens accumulés des employés des entreprises, hors petites entreprises, était en 2021 de 56 947,0 roubles, avec une augmentation de +7,9 % par rapport à 2020.
La ville a reçu 12 526,4 millions de roubles d'investissements en 2021, soit 95,2 % le chiffre de 2020.

### Emploi
Le taux de chômage en 2021 à Vyborg est de 0,44 %, avec 219 personnes inscrites au chômage, et le nombre de postes vacants est lui de 596 postes. Le nombre de personnes travaillant est en 2021 de 41 000 personnes. Les grandes entreprises emploient 22 964 personnes.

### Entreprises
La ville comptait en 2021 3 566 petites et moyennes entreprises, réparties entre 12 moyennes entreprises, 156 petites entreprises et 3 405 microentreprises. Par ailleurs, la ville avait 2 136 entrepreneurs individuels.
Les entreprises se répartissent dans les divers secteurs économiques comme suit :
| Répartition                    | 2021 (%) |
| ------------------------------ | -------- |
| Activités immobilières         | 8        |
| Commerce de gros et de détail, | 30       |
| Construction                   | 8,6      |
| Hôtellerie et restauration     | 5        |
| Services municipaux            | 5        |
| Transport et entreposage       | 3        |
| Autres                         | 40,4     |
| Total                          | 100      |

#### Commerce et restauration
En 2021, le chiffre d'affaires du commerce s'est élevé à 26 247,1 millions de roubles, soit 101,9 % le chiffre de 2020. La ville comptait en 2021 802 points de vente, pour une surface commerciale totale de 78 021 m2. Quant à la restauration, son chiffre d'affaires s'élevait à 643,9 millions de roubles en 2021, soit 112 % le chiffre de 2020. La ville comptait 263 points de restauration collective en 2021.

#### Industries

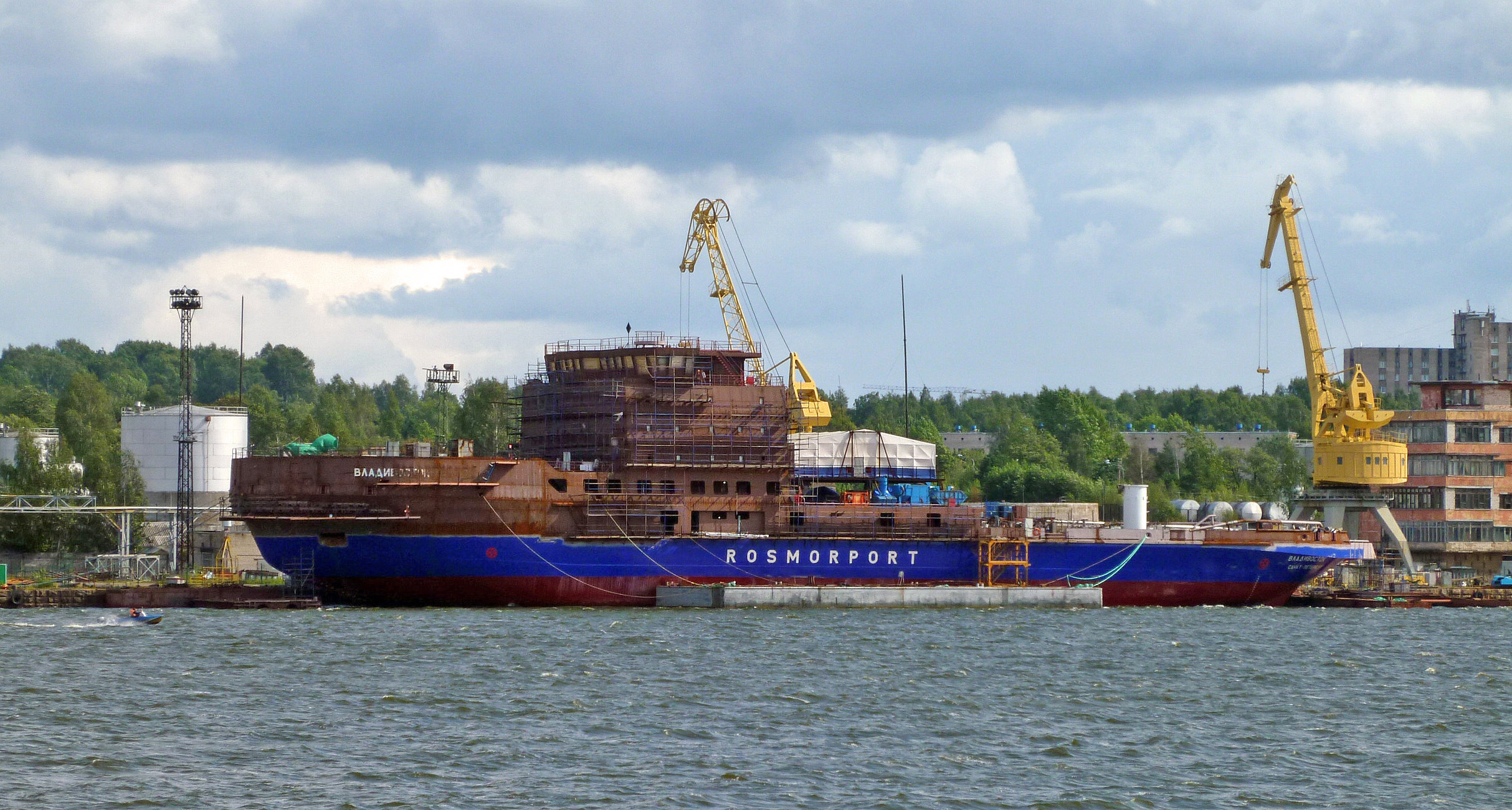
Un bateau en construction au chantier naval de Vyborg.

Le secteur industriel est celui le plus important de l'économie de la ville. Il existe 188 entreprises industrielles en activité dans la ville, dont 134 spécialisées dans les industries manufacturières. La part de l'industrie en 2021 représentait 42,4 % du chiffre d'affaires total des organisations ; environ 37 % de tous les employés des organisations municipales travaillent dans des entreprises industrielles. En 2021, l'industrie de la ville a expédié  27,1 % de plus de marchandises qu'en 2020 pour un montant total de 62,7 milliards de roubles (hors inflation).

#### Agriculture
Vyborg ne possédait en 2020 qu'une seule entreprise agricole, la Karelski LLC. Cette entreprise a produit en 2020 2 468,8 tonnes de légumes, dont 2 468,5 tonnes de légumes en serre, soit 95,7% % le volume de 2020. L'entreprise possède 74,1 mille mètres carrés de serres, soit un rendement de 34,82 kg/m2. L'entreprise est aidée par la municipalité et la région. Pour 2021, le chiffre d'affaires était de 171 312 millions de roubles, soit 95,7 % le chiffre de 2020.

#### Tourisme
Le tourisme est l'un des secteurs économiques les plus importants de la ville, et l'un des plus dynamique. Il est favorisé par la dimension culturelle de la ville, ville qui possède des monuments du Moyen Âge, du classicisme et avec des éléments plus modernes. Vyborg fait d'ailleurs partie des principaux sites touristiques de l'oblast. Ainsi, en 2023, plus de 1,6 million de touristes ont visité Vyborg et le raïon de Vyborg, soit une augmentation de 15 % par rapport à 2022. Le raïon de Vyborg et la ville attirent 23 % des touristes se rendant dans l'oblast de Léningrad. Au cours des cinq dernières années (2018-2023), le flux touristique vers la ville a augmenté de 46 %.
La ville dispose de nombreux services et de nombreuses infrastructures touristiques. En 2021, elle possédait en effet 31 agences de voyage, 26 hôtels et motels, qui avaient ces derniers 1 673 lits, mais aussi de nombreux restaurants entre autres. Le nombre de salariés dans les agences et établissements hébergements collectifs était pour 2021 de 450 personnes. Les plus grands hôtels étaient en 2008 Droujba, Victoria et Vyborg. En 2021 en moyenne, les hôtels ont un taux d'occupation de 60 % tout au long de l'année, et cela peut monter jusqu'à 80 % selon les périodes de l'année.

## Culture locale et patrimoine

### Lieux et monuments

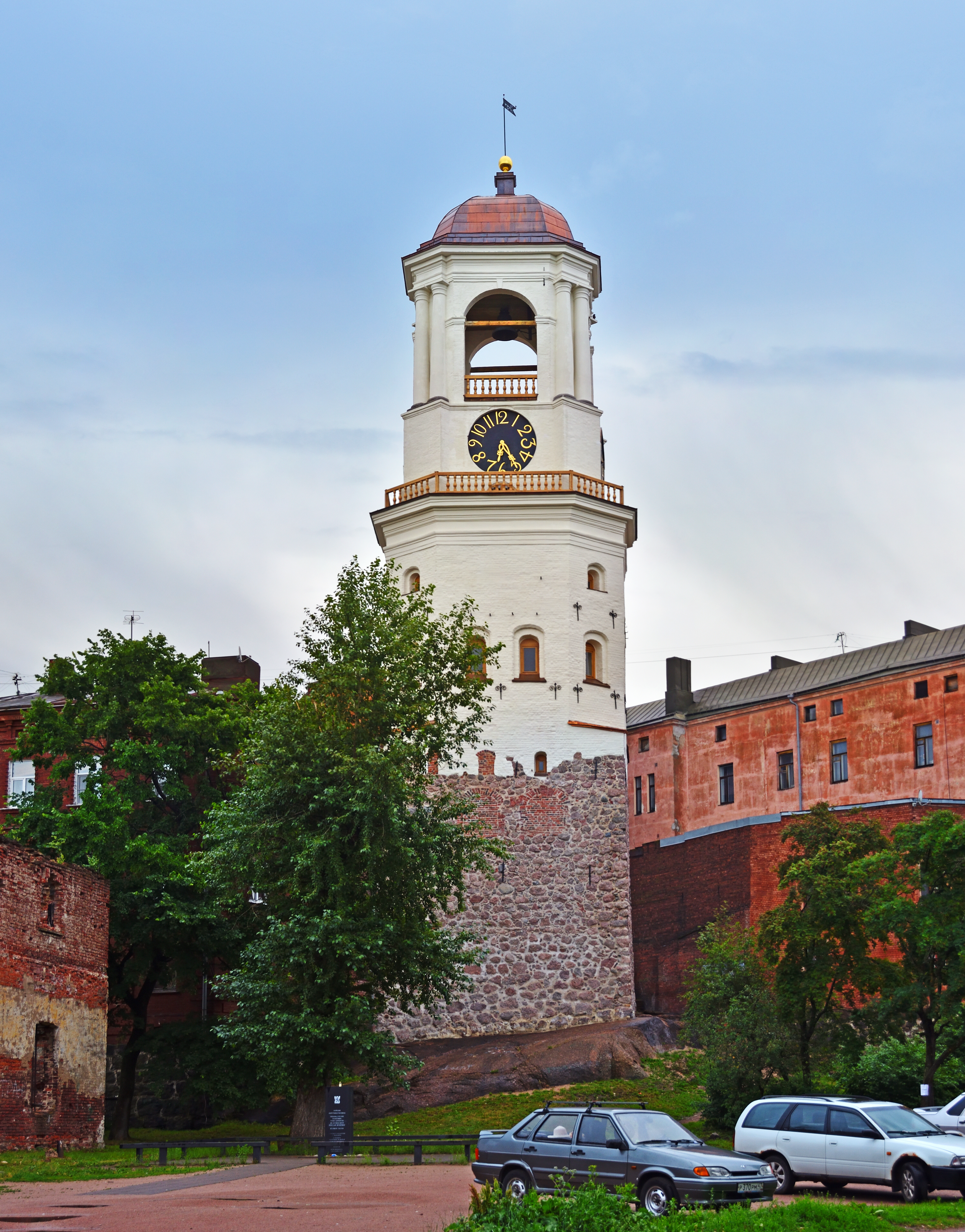
Tour de l'horloge de Vyborg.

La ville de Vyborg comprend en 2023 malgré sa petite taille 282 monuments et objets protégés au titre des objets patrimoniaux culturels de Russie. Sur ce total, 16 objets sont classés comme des objets patrimoniaux d'importance fédérale, 75 d'importance régionale et 191 objets sont classés des objets identifiés, en attente de classement spécifique.

Selon une ordonnance du ministère de la Culture de la fédération de Russie, la ville possède le statut de ville historique de Russie d'importance fédérale. Le territoire de la zone protégée par cette protection recouvre 489 hectares de la ville. La superficie se répartir entre 259 hectares de zone bâtie, y compris rues, routes et places ; 160 hectares d'espaces verts, y compris parcs municipaux et zones de loisirs ; et 70 hectares de plan d'eau.
- Centre de l’ermitage à Vyborg
- Château de Vyborg
- Bibliothèque de Viipuri
- Murs de fortification de Vyborg
- Parc de Monrepos
- Annenkrone
- Ancienne mairie de Viipuri
- Gare de Vyborg
- Palais de granit, siège initial de la société Hackman et C°.
- Quartier de la fortification de Vyborg (fi)
- Église Betel (fi)
- Église Saint-Pierre-et-Saint-Paul de Vyborg
- Cathédrale de la Transfiguration de Vyborg (fi)
- Église Saint-Hyacinthe de Vyborg (fi)
- Église franciscaine de Vyborg (fi)
- Église de la paroisse rurale de Vyborg (fi)
- Ancienne cathédrale de Viipuri (fi)
- Bastion Panzerlachs
- Tour ronde
- Tour du conseil (fi)
- Halle du marché de Viipuri
- École maritime et de commerce de Vyborg (fi)
- Poste de Viipuri (fi)
- Garde principale de Viipuri (fi)
- Musée d'art de Vyborg
- Église Saint-Élias (ru)
- Parc Lénine de Viipuri (fi)
- Place du marché de Viipuri

### Événements et festivals
En 2019, le nombre de spectateurs aux différents évènements organisés dans la ville était de 316 299 personnes20.
Fondé en 1993, le festival de film Fenêtre sur l'Europe est organisé chaque été dans la ville de Vyborg,.

### Personnalités liées à Vyborg
Sont nés à Vyborg :
- Martti Ahtisaari
- Vitaly Petrov
- Georg Schnéevoigt
- Ludwig Heinrich von Nicolay
- David Maximowitch Alopaeus
- Woldemar Adlerberg
- Carl Jaenisch
- Julius Krohn
- Johan Jacob Ahrenberg
- Bror Brenner
- Carl Eduard Dippell
- Werner Söderhjelm
- Eero Järnefelt
- Victor Hackman
- Richard Faltin
- Oskar Hackman
- Armas Järnefelt
- Hugo Relander
- Waldemar Björkstén
- Ernst Mielck
- Walter Wahl
- Villehad Forssman
- Alfred Asikainen
- Allan Franck
- Sulo Jääskeläinen
- Pekka Myrberg
- Aleksanteri Toivola
- Edwin Linkomies
- Ilmari Manninen
- Aarne Pekkalainen
- Ernst Ossian Soravuo
- Arvo Närvänen
- Outi Nyytäjä
- Aili Konttinen
- Henry Parland
- Thure Georg Sahama
- Kaj Franck
- Aleksanteri Saarvala
- Ralf Parland
- Veikko Huhtanen
- Lauri Törni
- Max Jakobson
- Olavi Rokka
- Yrjö Asikainen
- Veijo Meri
- Jorma Valkama
- Paul Nyman
- Olavi Mannonen
- Martti Ahtisaari
- Maunu Kurkvaara
- Viatcheslav Ekimov
- Evgueni Berzin
- Alexander Serov
- Hanna Karhinen
- Aleksandr Vlasov
- Pekka Malinen

### Symbolisme
Avec l'obtention des droits de ville en 1403, Vyborg reçut son premier sceau de ville. Il représentait la lettre W sous trois couronnes (armoiries de voyelles). Sur le sceau de 1448, la lettre et les couronnes sont déjà placées dans différentes parties de l'écu.

## Galerie

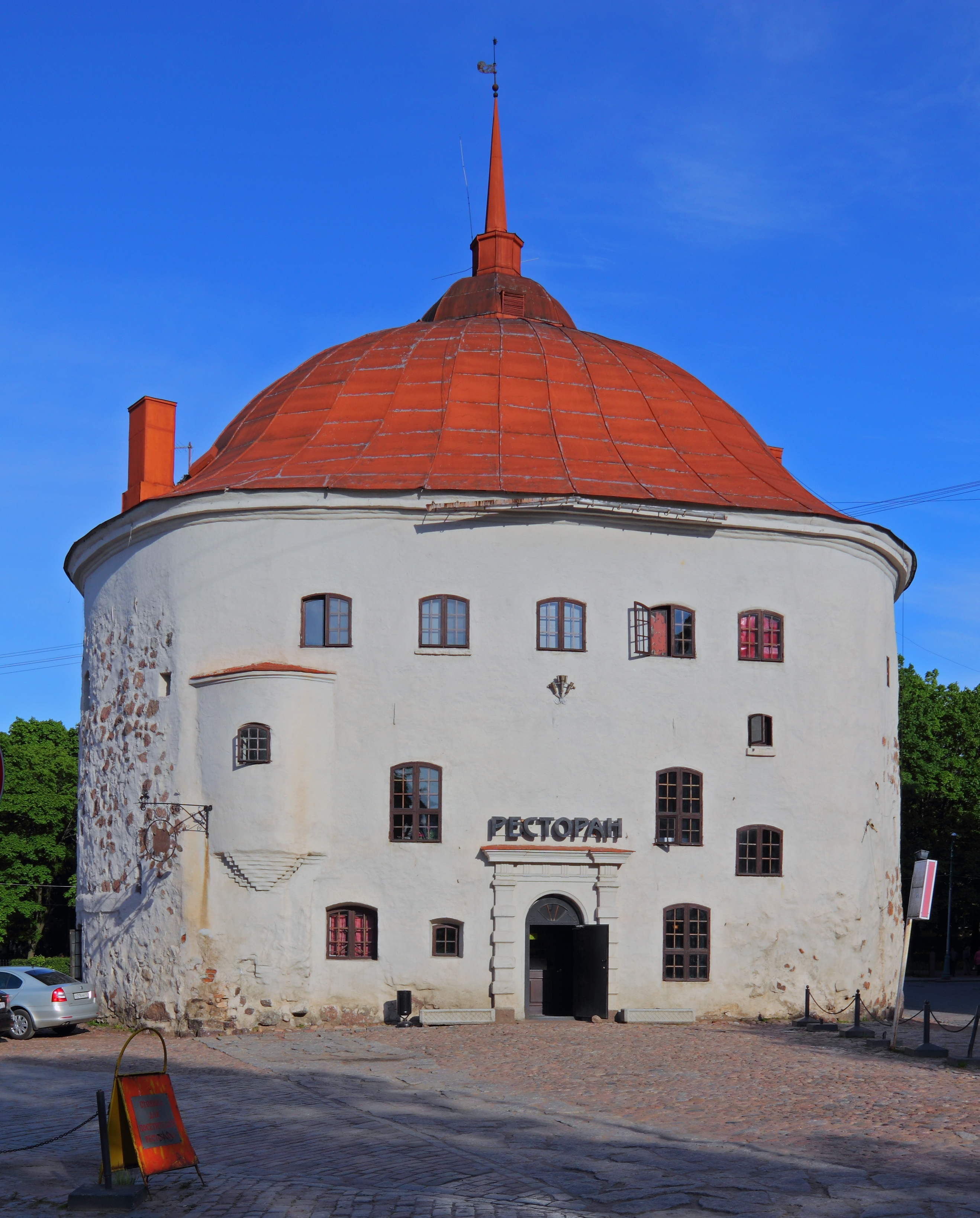
Tour ronde de Vyborg.
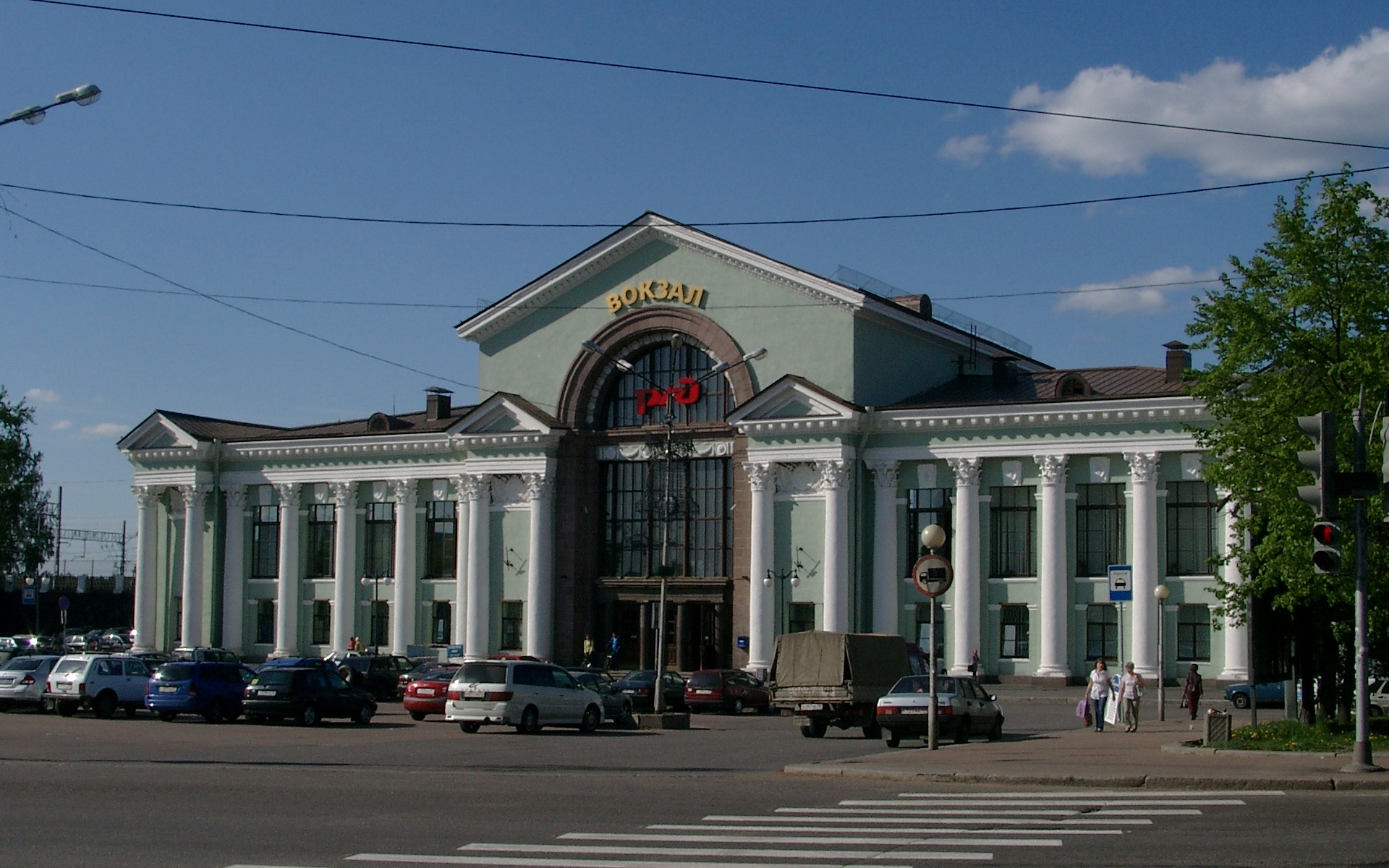
La gare de Vyborg.
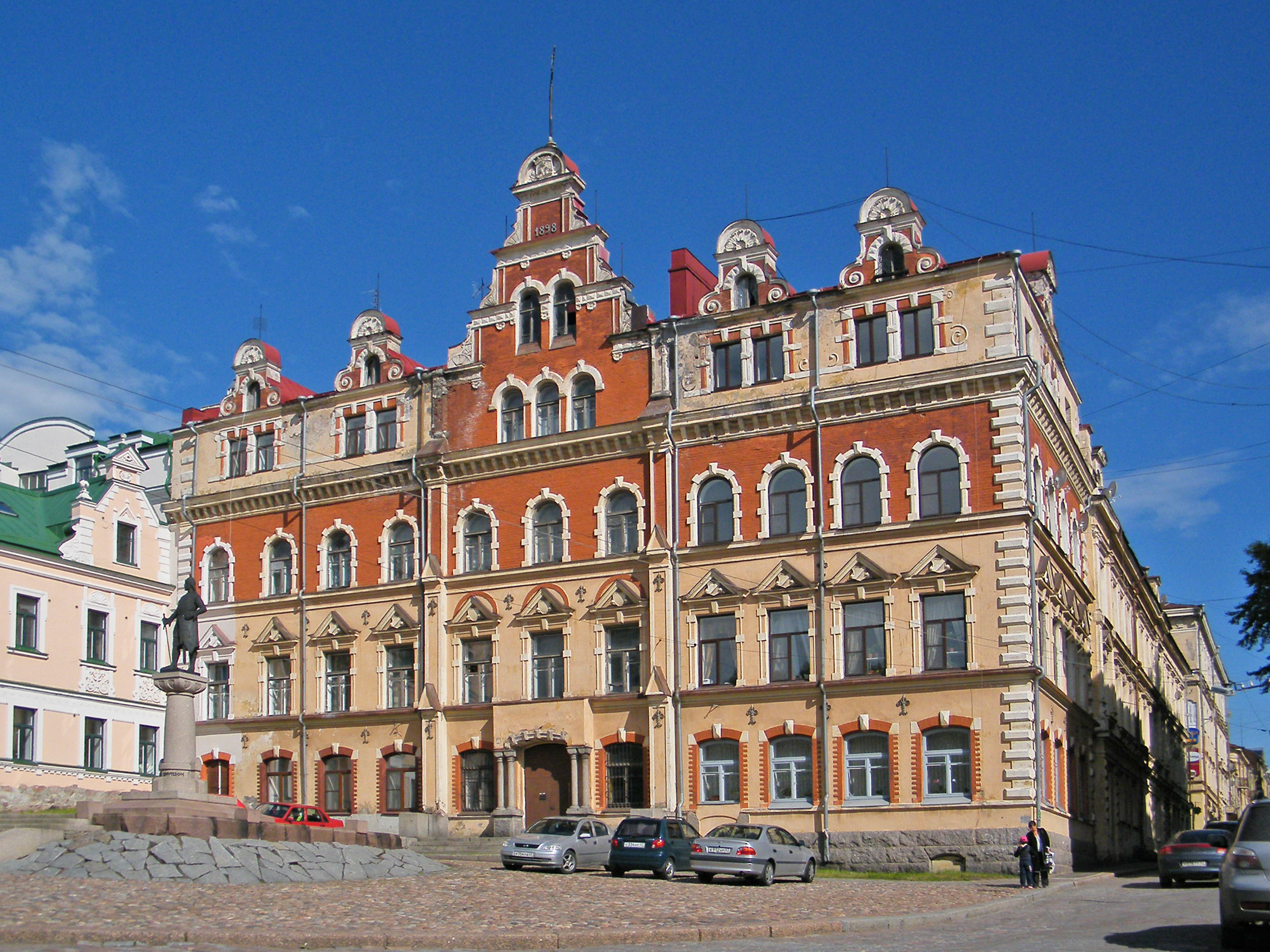
L'ancienne mairie de Viipuri.
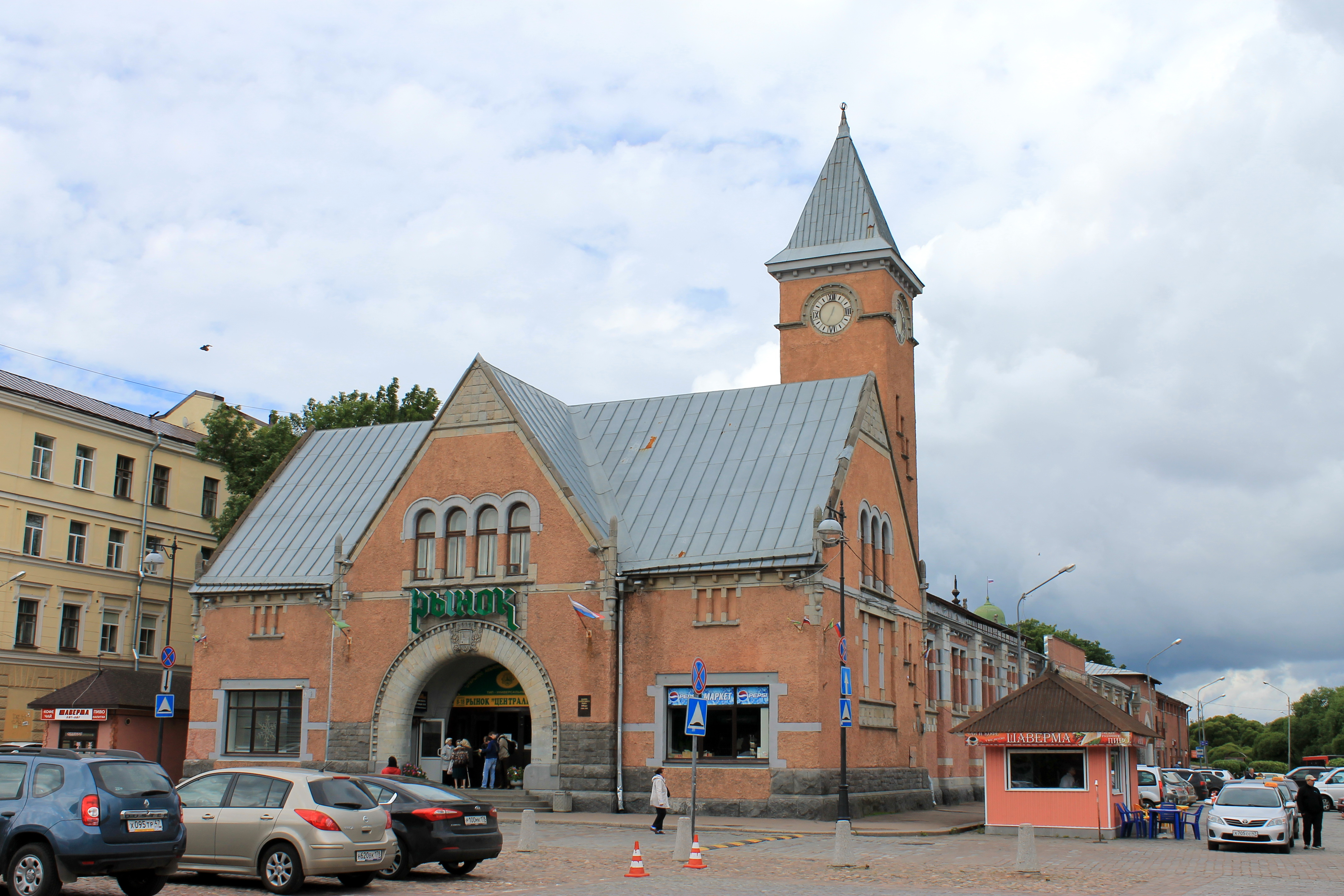
Halle du marché.
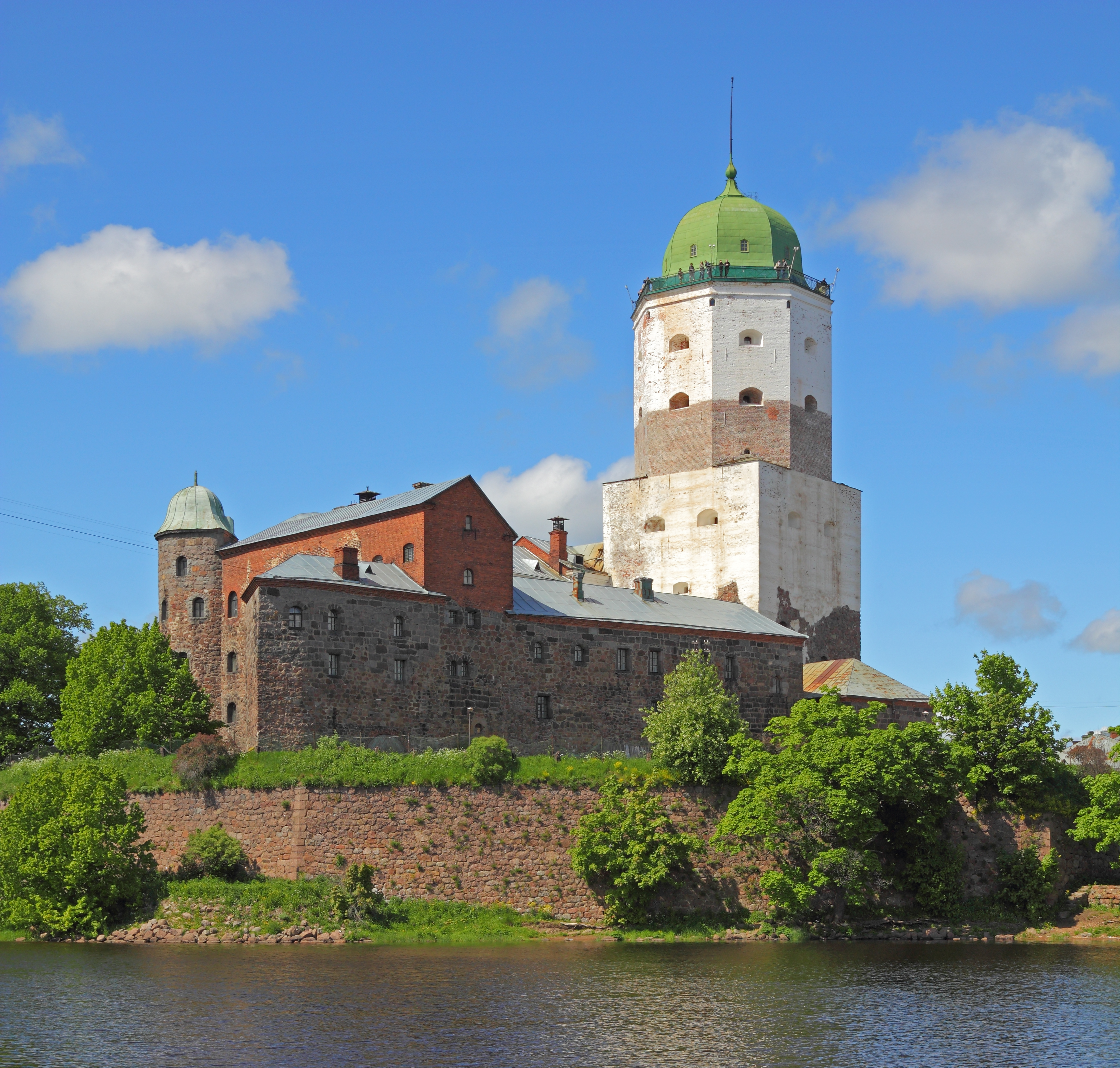
Le château de Vyborg.
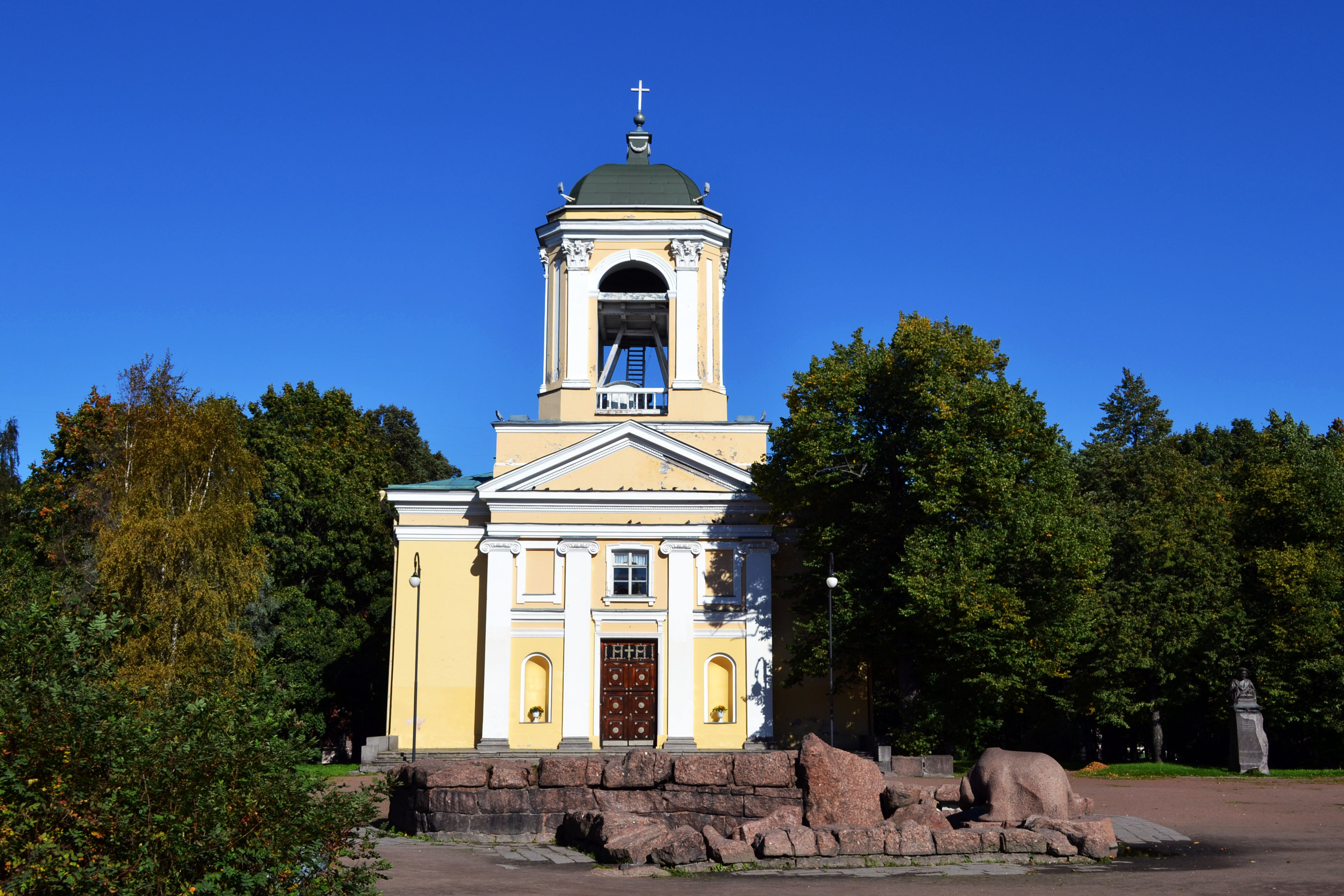
L'église Saint-Pierre-et-Saint-Paul.
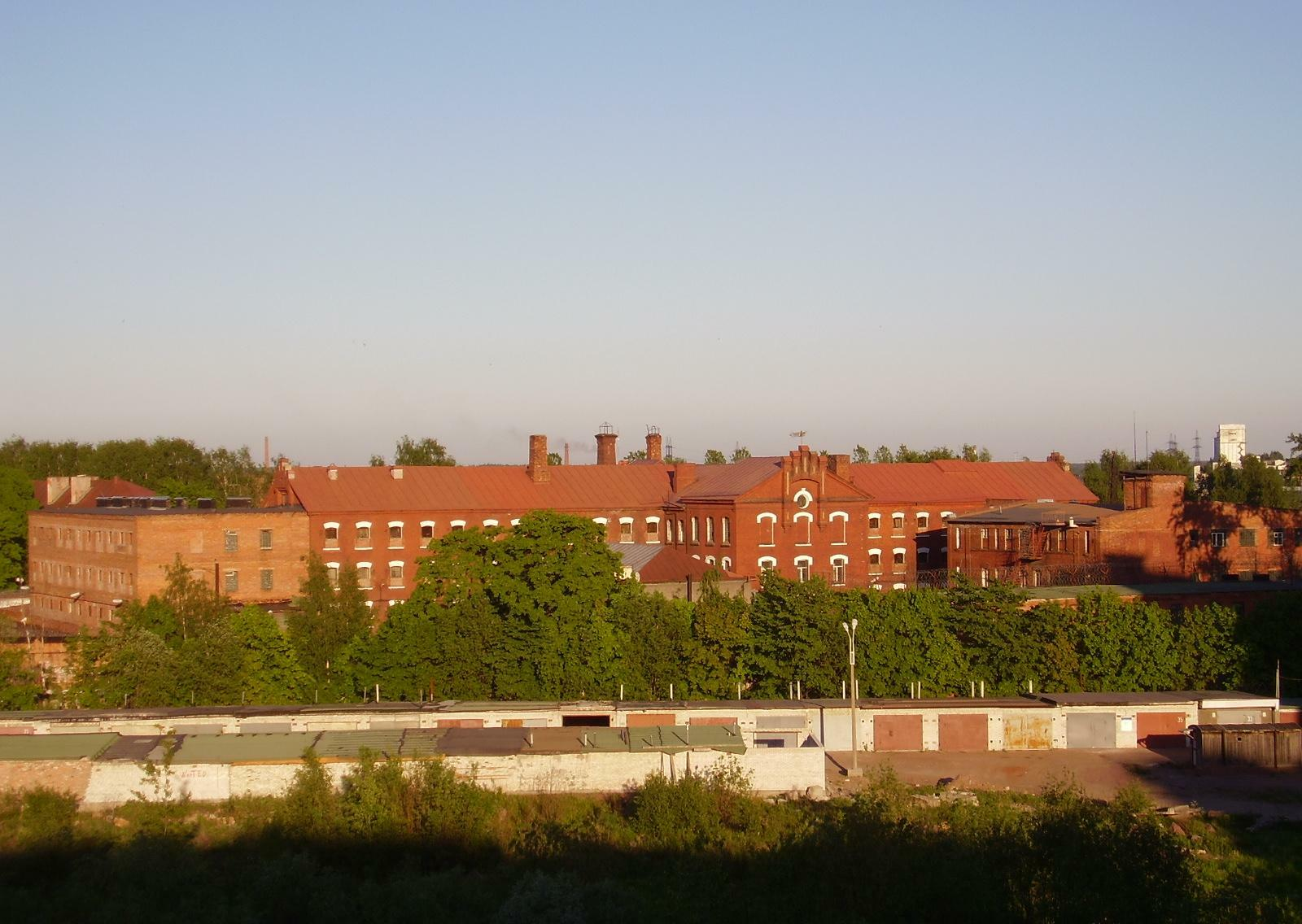
La prison.
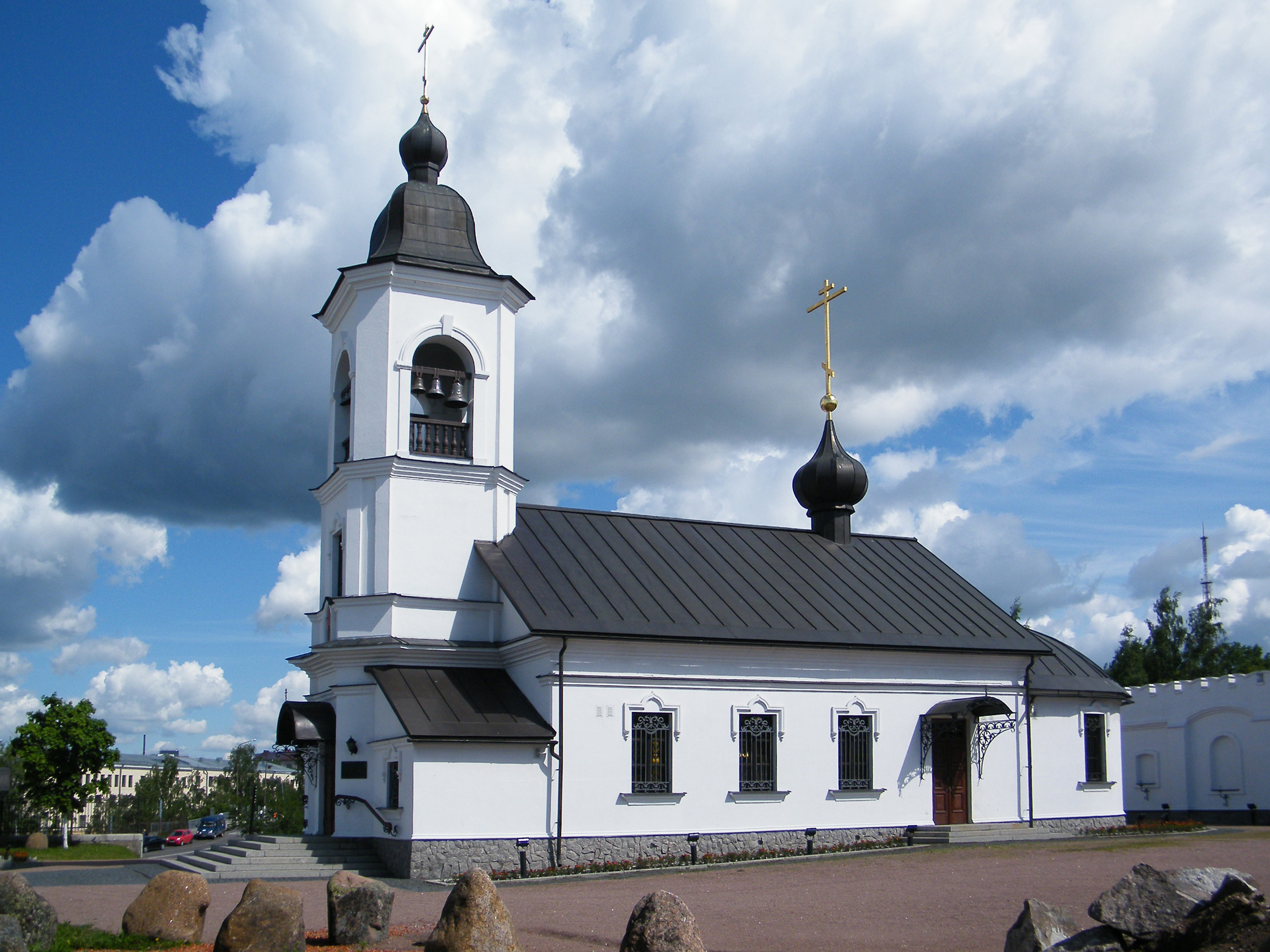
Église Saint-Élie (ru).
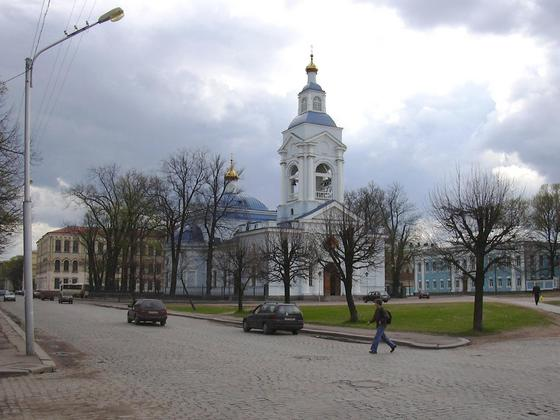
Cathédrale de la Transfiguration (fi).
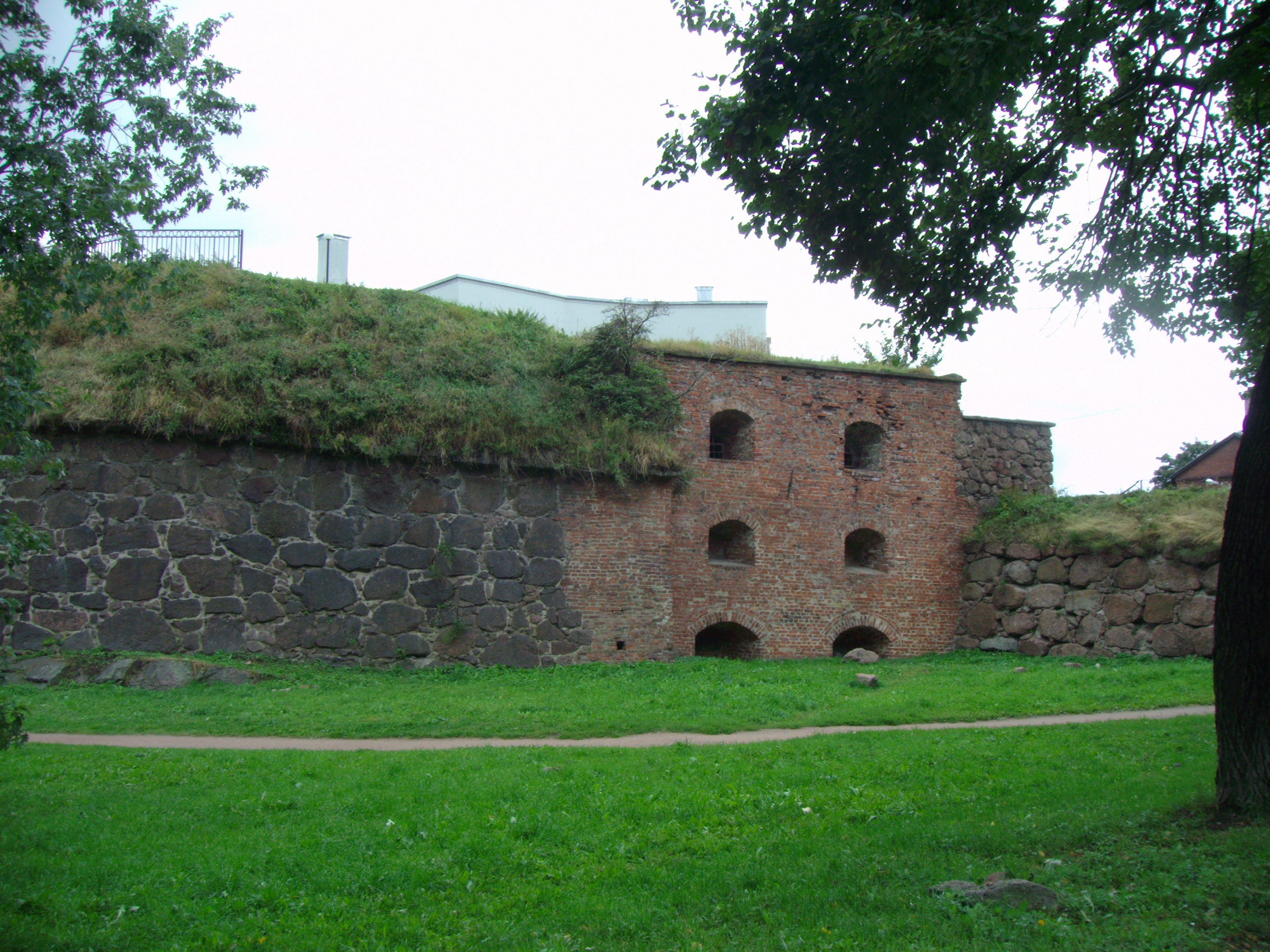
Bastion Panzerlachs.
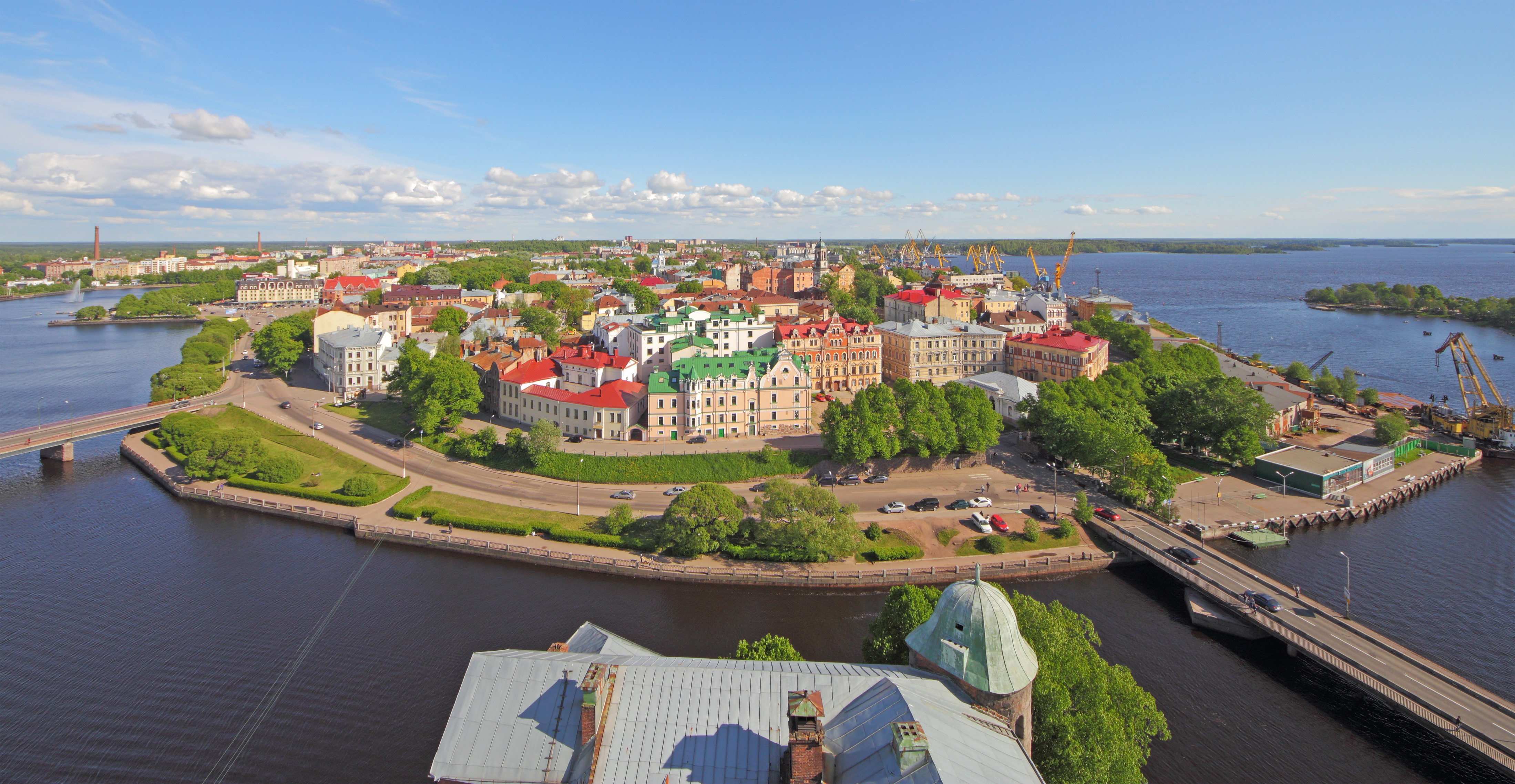
Vyborg depuis la tour Saint-Olaf du château de Vyborg.